# Spielstätten der Salzburger Festspiele

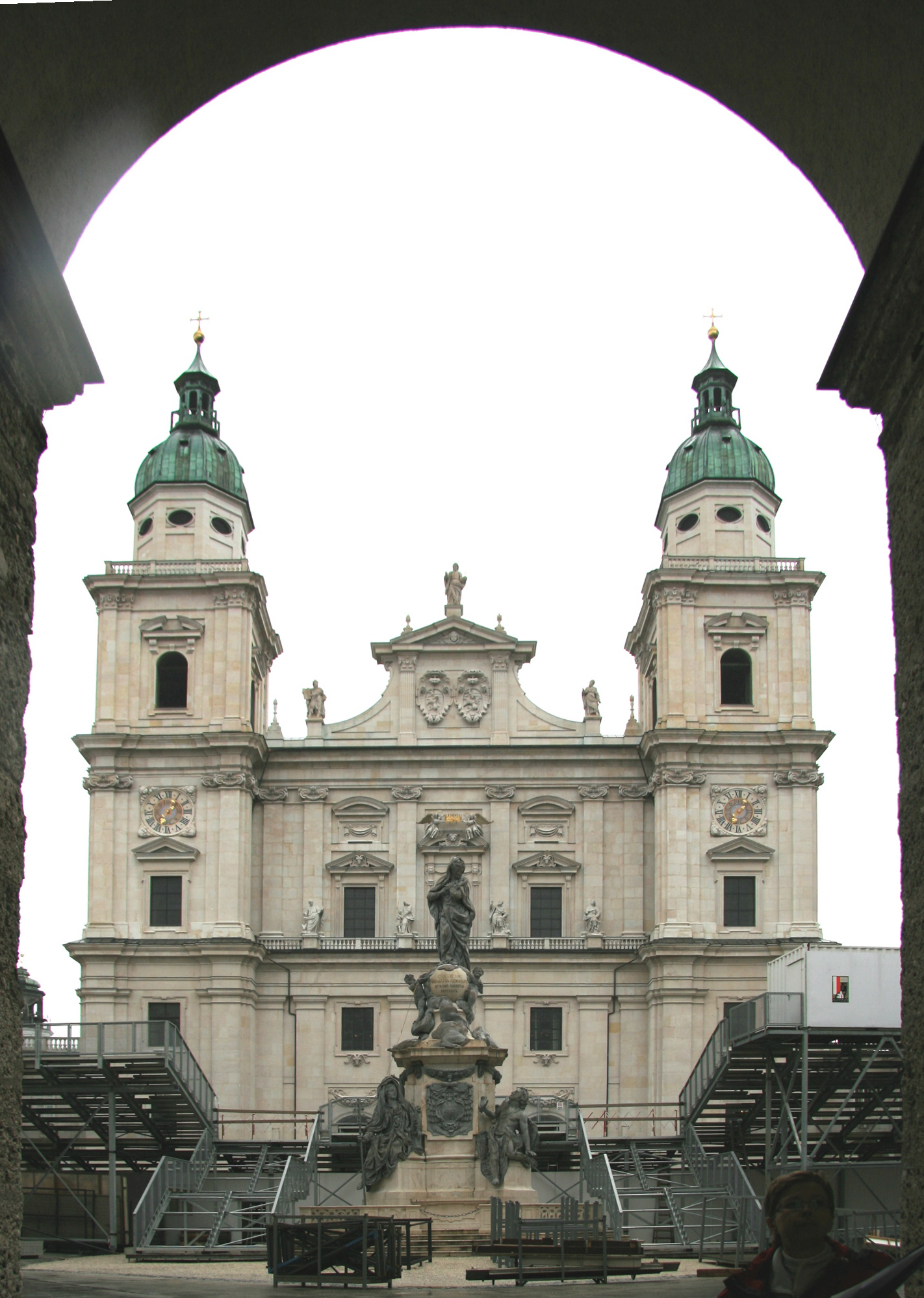
Domplatz mit den Jedermanntribünen

Die Spielstätten der Salzburger Festspiele sind heute über die ganze Stadt Salzburg verteilt. Gespielt und gesungen wird – der Intention der Gründungsväter der Festspiele Hugo von Hofmannsthal, Max Reinhardt und Richard Strauss folgend – an unterschiedlichsten Plätzen: in Kirchen und Schlössern, auf historischen Plätzen, im Landestheater und den drei Festspielhäusern, im Mozarteum, dem Marionettentheater, der Eisarena und dem früheren Stadtkino. Seit 1992 sind auch die alten Salinen der Nachbarstadt Hallein auf der Pernerinsel Spielstätte der Festspiele.

## „Die ganze Stadt ist Bühne“

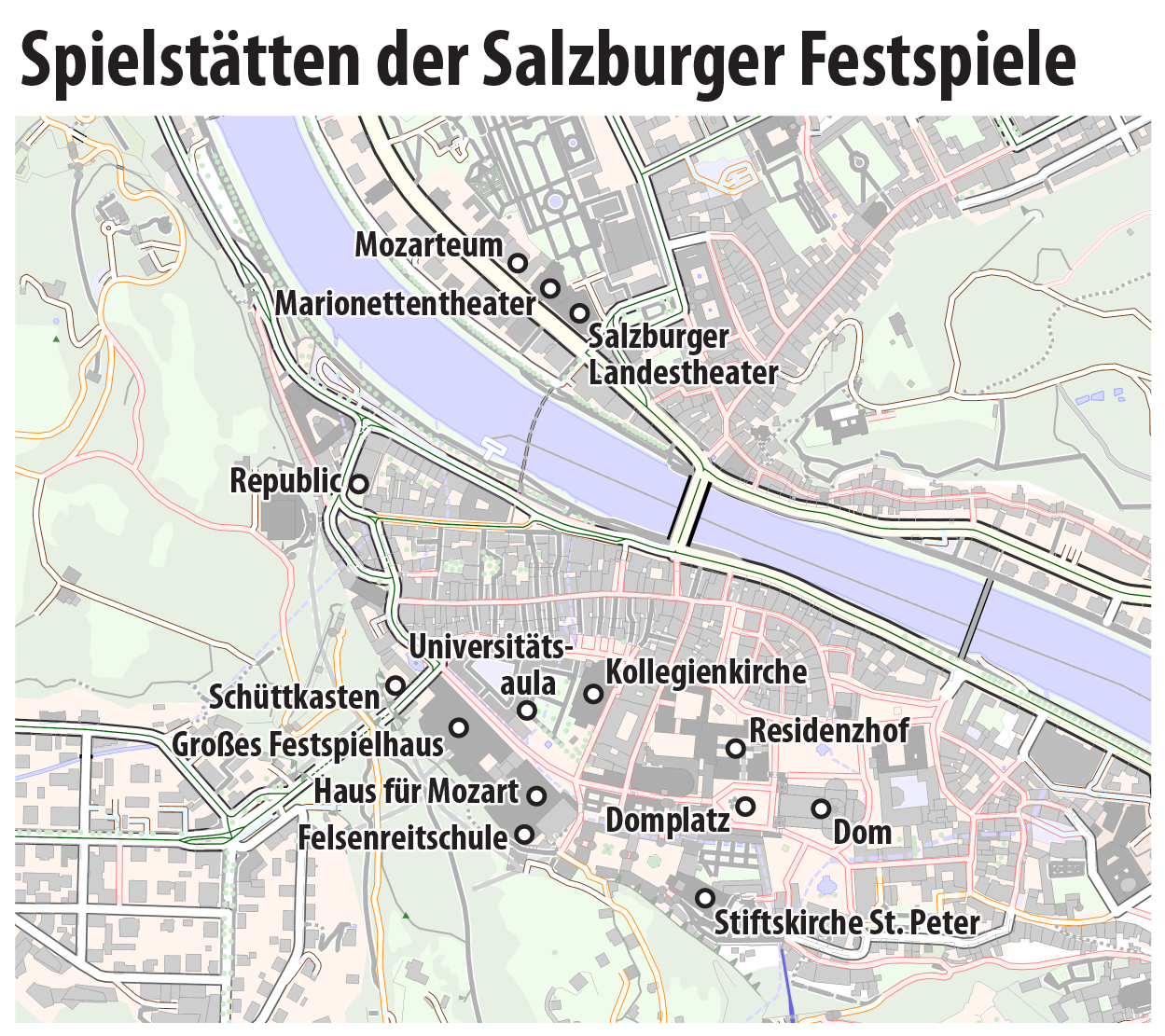

Die Salzburger Festspiele wurden nach dem Ersten Weltkrieg unter widrigen Umständen gegründet, von fünf Männern, deren Denken durchaus noch in der Tradition der multikulturellen Donau-Monarchie verwurzelt war und die der geographischen Enge des neuen Staates Österreich kulturelle Weite und weltumfassende Bedeutung entgegensetzen wollten: vom Komponisten Richard Strauss, dem Wiener Hofoperndirektor Franz Schalk, dem Bühnenbildner Alfred Roller, dem Dichter Hugo von Hofmannsthal und vom Regisseur Max Reinhardt. Die Suche nach dem Allgemeingültigen in der Kultur und im Denken stand am Beginn der Festspiele – und prägt das Programm bis heute. Hofmannsthal war der Ideologe des Projekts, wertkonservativ und weltmännisch zugleich. Als Freund des Superlativs wollte er in Salzburg nur das Hehre, Hohe und Schöne verankert sehen. Max Reinhardt war der Pragmatiker, der in seiner Suche nach Effekt und Katharsis die entsprechenden Räume für seine Spiele suchte und dem Unternehmen eine Reihe von Spielstätten eröffnete, die bis heute funktionieren, Publikum anziehen und Stimmung vermitteln.
- Im barocken Ambiente des Salzburger Domplatzes eröffnete er 1920 mit dem Jedermann offiziell die Festspiele.
- 1922 integrierte er die Kollegienkirche in die Spielorte der Salzburger Festspiele.
- 1925 funktionierte er die frühere Winterreitschule zum Festspielhaus um, heute als Haus für Mozart nach wie vor zentrale Spielstätte der Festspiele.
- 1926 eröffnete er mit Goldonis Diener zweier Herren den magischen Raum der Felsenreitschule.
- Und schließlich stellte er seinen Wohnsitz, das Schloss Leopoldskron, in den Dienst des Spiels – mit Shakespeares Sommernachtstraum.

„Die ganze Stadt ist Bühne“ ist ein Satz Reinhardts, den er in Salzburg exemplarisch umsetzte. Zwar scheiterten seine Pläne für ein Festspielhaus in Hellbrunn, konzipiert bereits während des Ersten Weltkriegs als „Friedenswerk“, als Kontrastprogramm zum „Weltenbrand“. In Hofmannsthal fand er einen Verbündeten, der in seinem ersten Aufruf zum Festspielplan 1919 für die Erneuerung eines „Europäismus, der die Zeit von 1750 bis 1850 erfüllt und erhellt hat,“ Stellung bezog.
Heute gibt es zwei Festspielbezirke diesseits und jenseits der Salzach. An der Felswand des Festungsberges stehen die drei Festspielhäuser, in unmittelbarer Nähe der Domplatz als traditionelle Spielstätte des Jedermann und die drei Barockkirchen, die von den Festspielen regelmäßig bespielt werden. Auf der anderen Seite der Salzach befinden sich die Gründerzeitbauten des Salzburger Landestheaters und des Mozarteums, beide gelten als architektonische und akustische Juwele ihrer Epoche.

## Domplatz

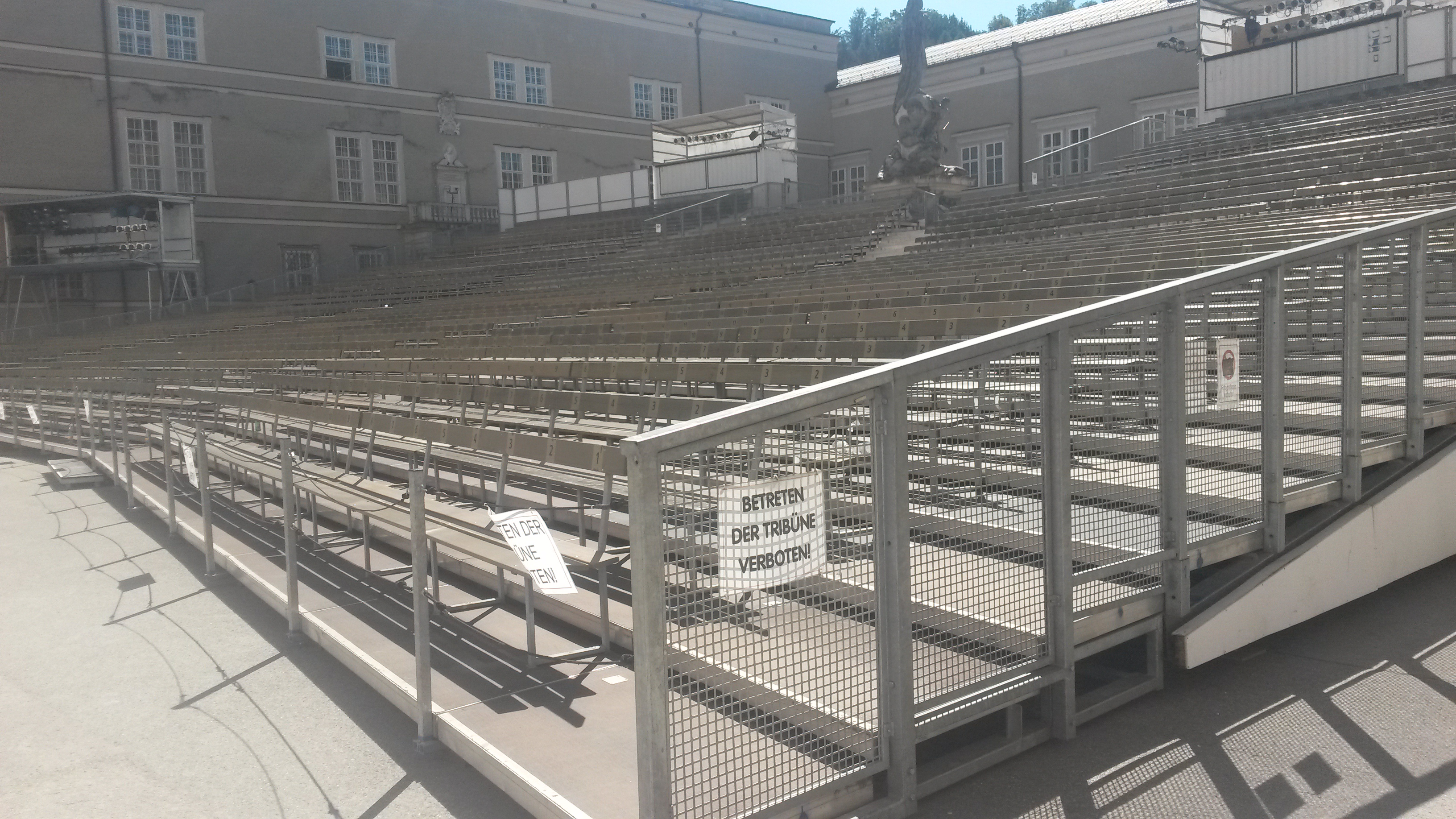
Freilichtbühne auf dem Domplatz

Die erste Spielstätte der Salzburger Festspiele war und ist heute noch – für alle Jedermann-Aufführungen bei Schönwetter – der Domplatz. Während der Festspielzeit mit einer abbaubaren Freilichtbühne mit derzeit 2.544 Sitzplätzen ausgestattet, stellen der barocke Platz und die Kirchenfassade die Kulisse für das Spiel vom Sterben des reichen Mannes dar. Als Hugo von Hofmannsthal 1919 Zweifel an der Finanzierbarkeit anmeldete, entgegnete Max Reinhardt: „Irgendwie wird sich das Geld schon finden, das ist Nebensache. Ich denke jetzt vor allem an die Schätze, die wir bereits besitzen: Eine großartige Dichtung, einen Schauplatz, wie er auf der Welt nicht noch einmal zu finden ist.“
Reinhardt sollte recht behalten. Hofmannsthals Stück Jedermann – 1911 von Reinhardt in Berlin in einem Zirkuszelt uraufgeführt – wird seit Anbeginn mit den Salzburger Festspielen assoziiert und stellt einen Publikumsmagneten dar, der regelmäßig ausverkauft ist. Die Jedermann-Überschüsse quersubventionieren den Salzburger Opernbetrieb. Allein die Zuschauer der dreizehn Jedermann-Vorstellungen der Spielzeit 2012, über 31.000, entsprechen in etwa der Anzahl der regulär zahlenden Zuschauer der gesamten Wiener Festwochen.
Nur während der Zeit des Nationalsozialismus in Österreich von 1938 bis 1944 durfte die erzkatholische Moritat nicht aufgeführt werden, weil der Autor jüdische Vorfahren hatte.
Bei Schlechtwetter erfolgt der Umzug ins Große Festspielhaus, wobei die 200 Stehplätze, die am Domplatz verfügbar sind, zurückgegeben werden, die Sitzplätze jedoch überwiegend umsiedeln. Da im großen Festspielhaus mit 2.179 Sitzplätzen weniger Plätze zur Verfügung stehen, als die Freilichtbühne bietet, werden Zuschauer auch auf Stühlen links und rechts der Panoramabühne platziert. Fallweise wird der Domplatz zur Festspielzeit auch für Konzerte genutzt – etwa 1950 für die legendäre Rückkehr der Trapp-Familie aus dem Exil oder 2012 für zwei Opern-Air-Benefiz-Konzerte mit Plácido Domingo bzw. Anna Netrebko. In der Weihnachtszeit findet traditionell der Christkindlmarkt am Domplatz statt, außerhalb der Festspielzeit dürfen die Jedermann-Tribünen ausnahmsweise auch für Unterhaltungsmusik-Konzerte – beispielsweise von Hubert von Goisern – genutzt werden.

## Mozarteum

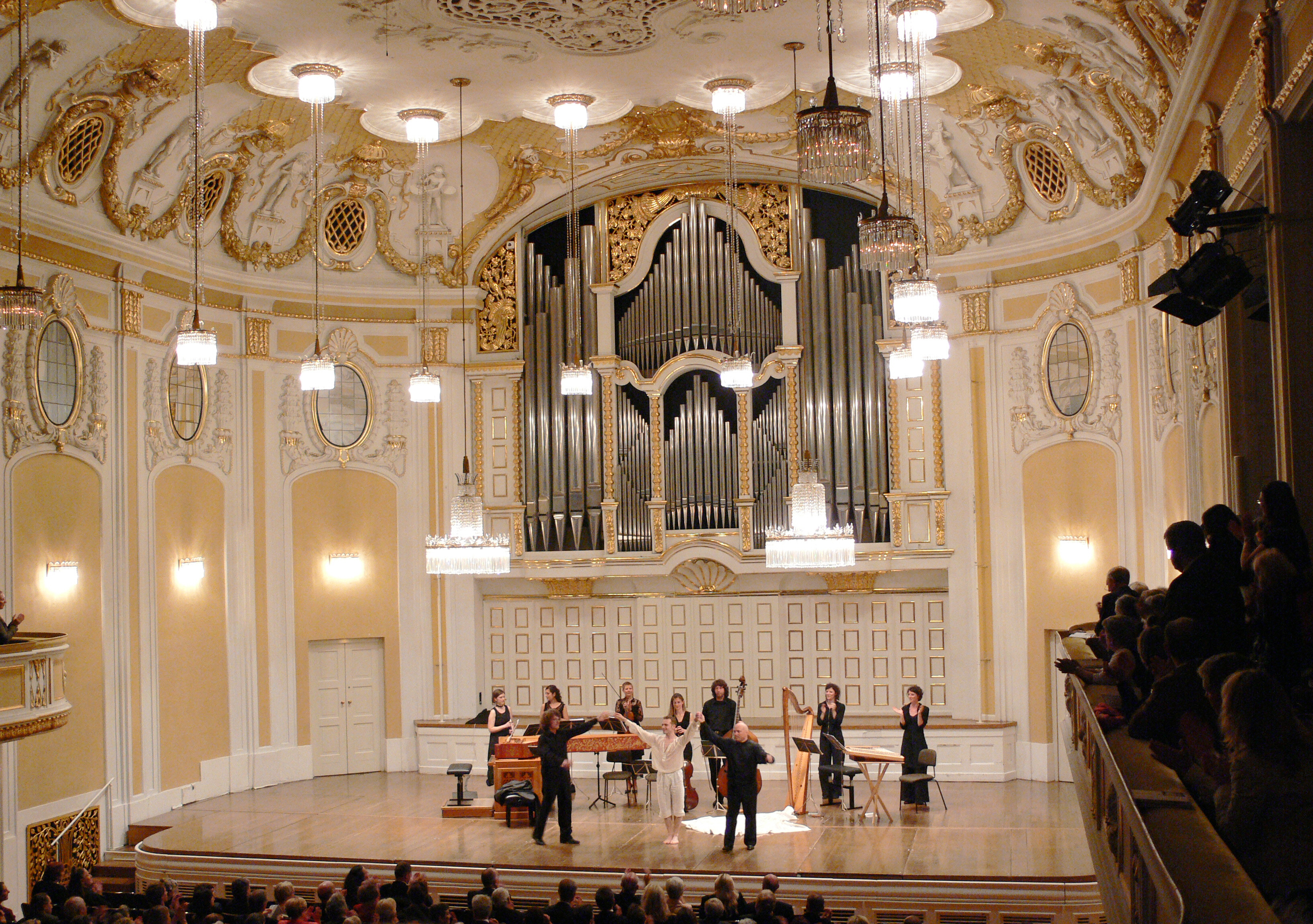
Großer Saal des Mozarteums

Zu Mozarts 100. Geburtstag im Jahr 1856 gründete sich in Salzburg ein Mozart-Bauverein, der eine dem Genius Loci gewidmeten Musikschule mit Bibliothek, Archiv und Konzertsaal errichten wollte. Das Mozarteum war zuerst im Kapellhaus in der Sigmund-Haffner-Gasse, später in der Alten Universität untergebracht. Erst ab 1901 wurden die Pläne für ein eigenes Haus mit Nachdruck verfolgt. 1907 erwarb der Verein die Villa des ehemaligen Innenministers Josef von Lasser in der Schwarzstraße. 1909 wurde ein Ideenwettbewerb ausgeschrieben, an dem 64 Architekten aus dem In- und Ausland teilnahmen. Der Umbau erfolgte zwischen 1910 und 1914 nach Plänen des Preisträgers Richard Berndl – im Stil des Münchner Späthistorismus. Die durchaus elegante Architektur stellt freilich ein Potpourri der lokalen Barock-Tradition, des Jugendstils und heimatlich-salzburgischer Baukunst dar. Die Grundsteinlegung erfolgte am 6. August 1910 durch die Kammersängerin Lilli Lehmann.
Der Gebäudekomplex steht im Besitz der Internationalen Stiftung Mozarteum, die seit 1921 eng mit den Salzburger Festspielen kooperiert. Der Große Saal des Mozarteums mit 800 Sitzplätzen gehört seit der Gründungsphase der Festspiele zu deren Hauptspielstätten für Konzerte und eignet sich hervorragend für Kammermusik und kleinere Orchesterbesetzungen. Mittlerweile legendär sind die an Samstag- und Sonntagvormittagen stattfindenden, von Bernhard Paumgartner ins Leben gerufenen, Mozart-Matineen. Darüber hinaus werden alljährlich eine Reihe von Liederabenden sowie Solisten-, Kammer- und Orchesterkonzerten im Mozarteum veranstaltet, fallweise auch Lesungen und Schauspielinszenierungen – wie 1945 Der Tor und der Tod als erste Festspielaufführung nach dem Ende des Zweiten Weltkrieges und 1977 die Uraufführung von Hochhuths Tod eines Jägers mit Curd Jürgens.

## Landestheater

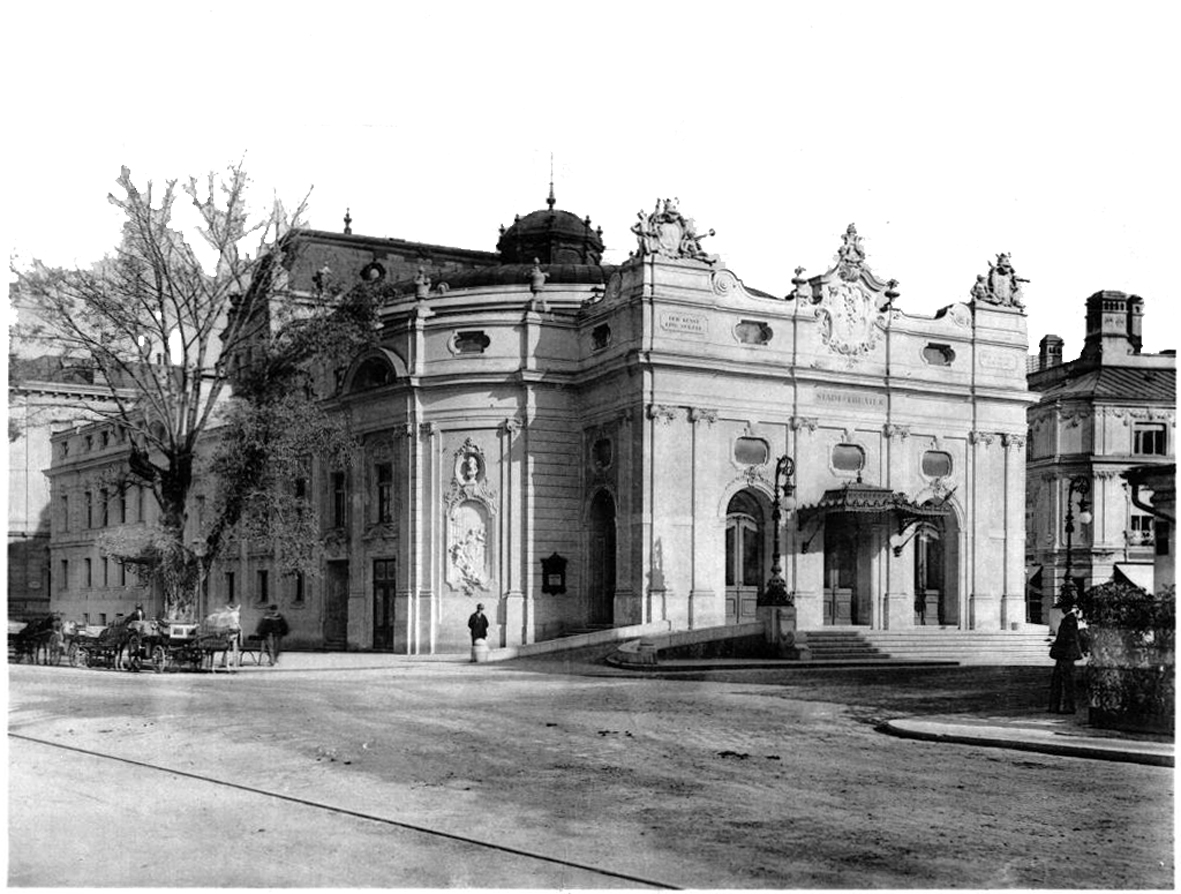
Das Salzburger Landestheater um 1900

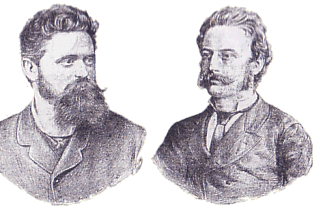
Hermann Helmer und Ferdinand Fellner

Das Salzburger Landestheater mit 697 Sitzplätzen wurde 1892 bis 1893 vom Wiener Architekturbüro Fellner & Helmer im neubarocken Stil errichtet, nachdem zuvor am selben Platze das – von Fürsterzbischof Paris von Lodron 1625 erbaute – Ballhaus und seit 1775 das – von Fürsterzbischof Hieronymus Franz Josef von Colloredo-Mannsfeld beauftragte – „Fürsterzbischöfliche Hoftheater“ gestanden war. 1788 wurde das Haus, weil zu klein, umgebaut, ab 1803 hieß es Kurfürstliches Theater, ab 1808 Kaiserlich-königliches Nationaltheater, ab 1810 „Königliches National Theater“. 1892 musste das Theater wegen Sicherheitsmängeln abgerissen werden.
Eröffnet wurde das neue Haus 1893 – als Neues Stadttheater – im Beisein von Erzherzog Ludwig Viktor mit Mozarts Titus-Ouvertüre, einem Prolog von Josef Kollmenn und Ludwig Fuldas Schauspiel „Der Talisman“. Der damals 20-jährige Max Reinhardt wirkte – in seinem ersten Engagement – als Schauspieler der Eröffnungsvorstellung mit. 1924 wurde das Haus renoviert, 1938 bis 1939 umgebaut, 2003 und 2004 umfassend renoviert.
Die Festspiele nutzen das Haus seit 1921. Richard Strauss dirigierte – als erste Opernvorstellung der Festspiele überhaupt – dort 1922 den Don Giovanni in einer Inszenierung von Hans Breuer und einem Bühnenbild von Alfred Roller. Seit das 1925 inaugurierte Festspielhaus – zwei Jahre später – auch für Opernaufführungen adaptiert wurde, fanden die meisten Opernaufführungen dort statt. Das Landestheater wurde in der Folge überwiegend für das Sprechtheater genutzt, fallweise aber auch immer wieder für Opern in kleinerer Besetzung – beispielsweise 1939 bis 1957 für Die Entführung aus dem Serail, dirigiert von Karl Böhm und Felix Prohaska, in der Nachkriegszeit für frühe Mozart-Opern, für Britten, Haydn, Donizetti, sowie für eine Reihe von Uraufführungen (Boris Blacher, Helmut Eder, Rolf Liebermann und Frank Martin, siehe Opernproduktionen der Salzburger Festspiele).
Der Schwerpunkt der Festspielproduktionen im Landestheater galt seit den 1930er Jahren dem Schauspiel – insbesondere dem österreichischen Bühnenschaffen von Grillparzer über Raimund und Nestroy bis zu Schnitzler, Hofmannsthal und Horváth, weiters der deutschen Klassik, Shakespeare und bedeutenden Gegenwartsautoren. Die Annalen verzeichnen fünf Uraufführungen von Thomas Bernhard, sowie unter anderen weitere von Botho Strauß, Christoph Ransmayr, Roland Schimmelpfennig und Händl Klaus. Darüber hinaus finden regelmäßig Lesungen im Rahmen der Festspiele im Landestheater statt.

## Festspielhäuser

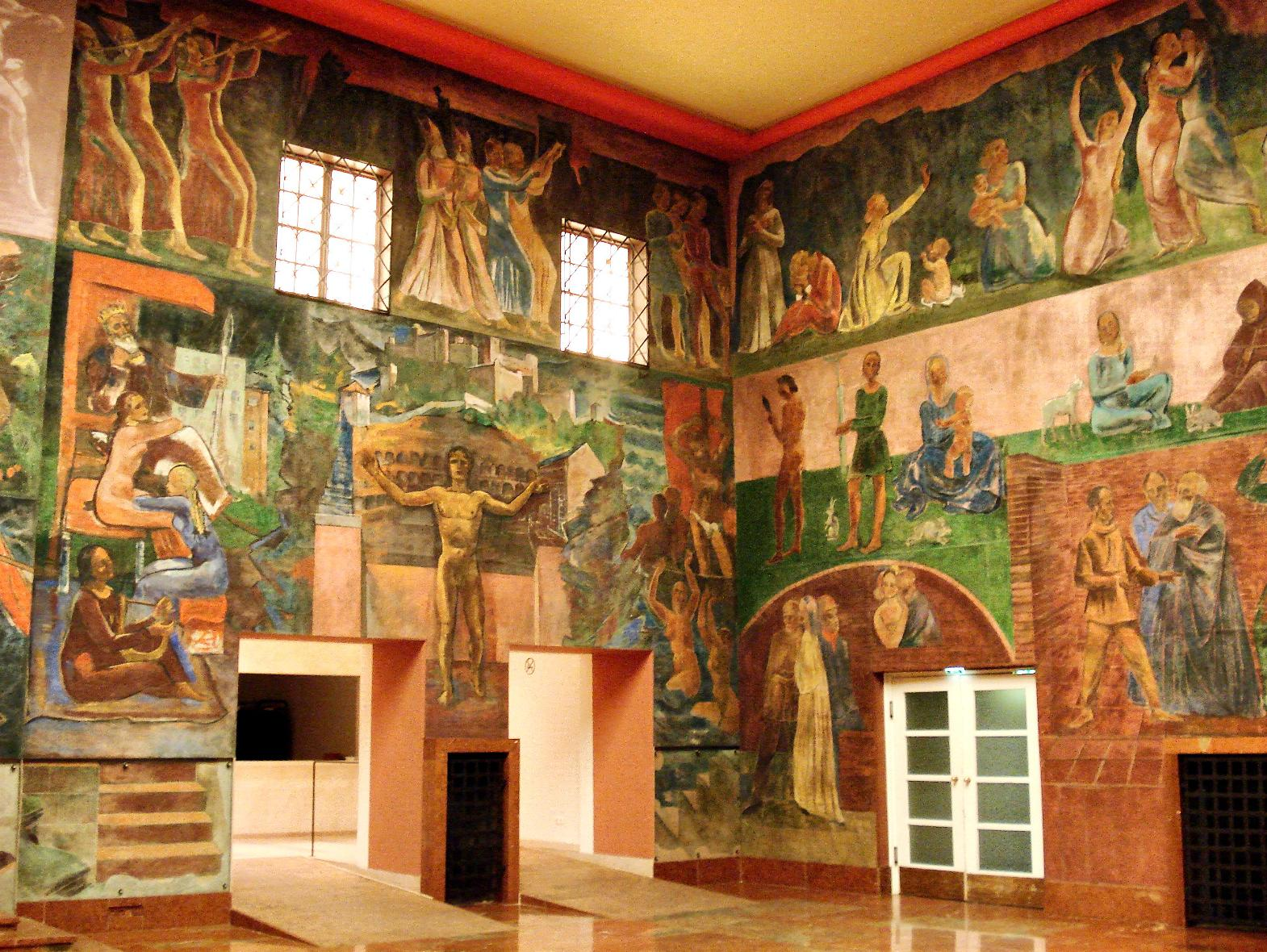
Das Faistauer Foyer bildet das Entrée von Felsenreitschule und Haus für Mozart

Die drei eigens für die Salzburger Festspiele gebauten Spielstätten sind das Haus für Mozart (1925), die Felsenreitschule (1926) und das Große Festspielhaus (1960). Die drei Häuser liegen unmittelbar nebeneinander, alle mit Zugang aus der Hofstallgasse.
Erste Pläne für die Errichtung eines Festspielhauses auf dem Mönchsberg in Salzburg von den Wiener Architekten Hermann Helmer und Ferdinand Fellner d. J., die bereits das Landestheater erbaut hatten, kamen über das Planungsstadium nicht hinaus.
Der Berliner Architekt Hans Poelzig erarbeitete Anfang der 1920er Jahre konkrete Pläne für ein Festspielhaus mit 4.000 Zuschauerplätzen im Park des Schlosses Hellbrunn – in Form einer riesigen Tropfsteinhöhle. Das Projekt kam allerdings nicht über die Grundsteinlegung hinaus – Richard Strauss führte die symbolischen drei Hammerschläge aus, doch sollte kein weiterer Stein mehr folgen.
Der Salzburger Festspielkomplex mit den drei Festspielhäusern wurde schließlich schrittweise auf dem Areal der ehemaligen fürsterzbischöflichen Stallungen und Reitschulen etabliert. Die Stallungen wurden 1606 bis 1607 unter Erzbischof Wolf Dietrich erbaut und 1662 um eine Winterreitschule erweitert. Im 19. Jahrhundert diente der Komplex zwischen Hofstallgasse und Mönchsberg als k.k. Kavalleriekaserne, bis er schließlich ab 1925 schrittweise von den Salzburger Festspielen übernommen werden konnte.
Das Entrée zum Haus für Mozart und zur Felsenreitschule erfolgt heute – so wie schon zwischen 1926 und 1937 – durch das Faistauer-Foyer. Der Salzburger Maler hatte mit seinen Gehilfen in nur vierzig Tagen das Foyer des Festspielhauses ausgemalt, rund 350 Quadratmeter mit über 200 Figuren. 1938 wurden die Fresken von den Nationalsozialisten entfernt, zum Teil auch mutwillig zerstört. Sie konnten erst 1956 wieder angebracht werden und wurden 2006 nach grundlegender Restaurierung feierlich der Öffentlichkeit präsentiert. Heute ist im Eingangsbereich zum Faistauer-Foyer auch der Festspielshop untergebracht, in dem es Karten, Programmbücher und Souvenirs zu kaufen gibt.

### Haus für Mozart

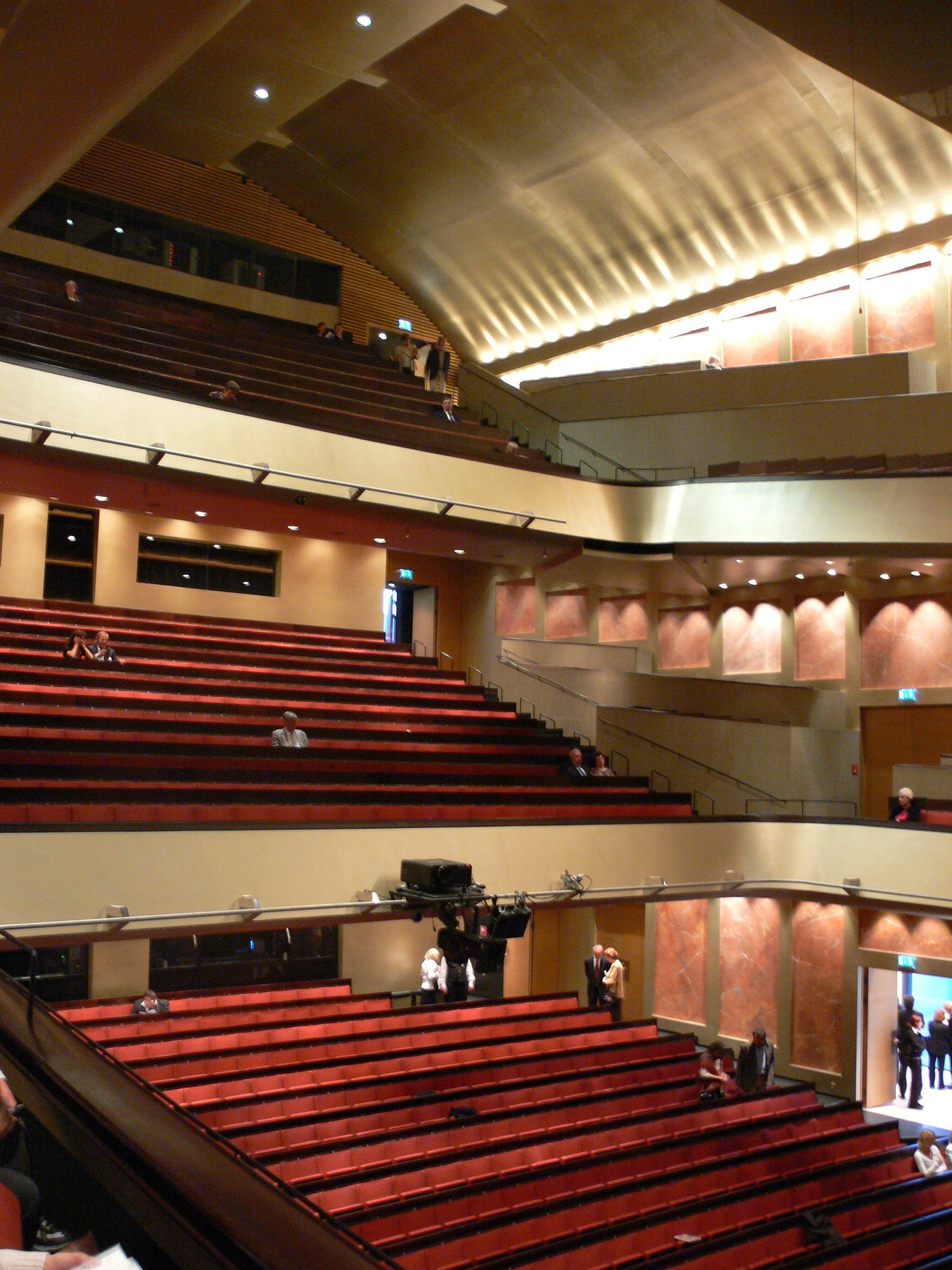
Haus für Mozart

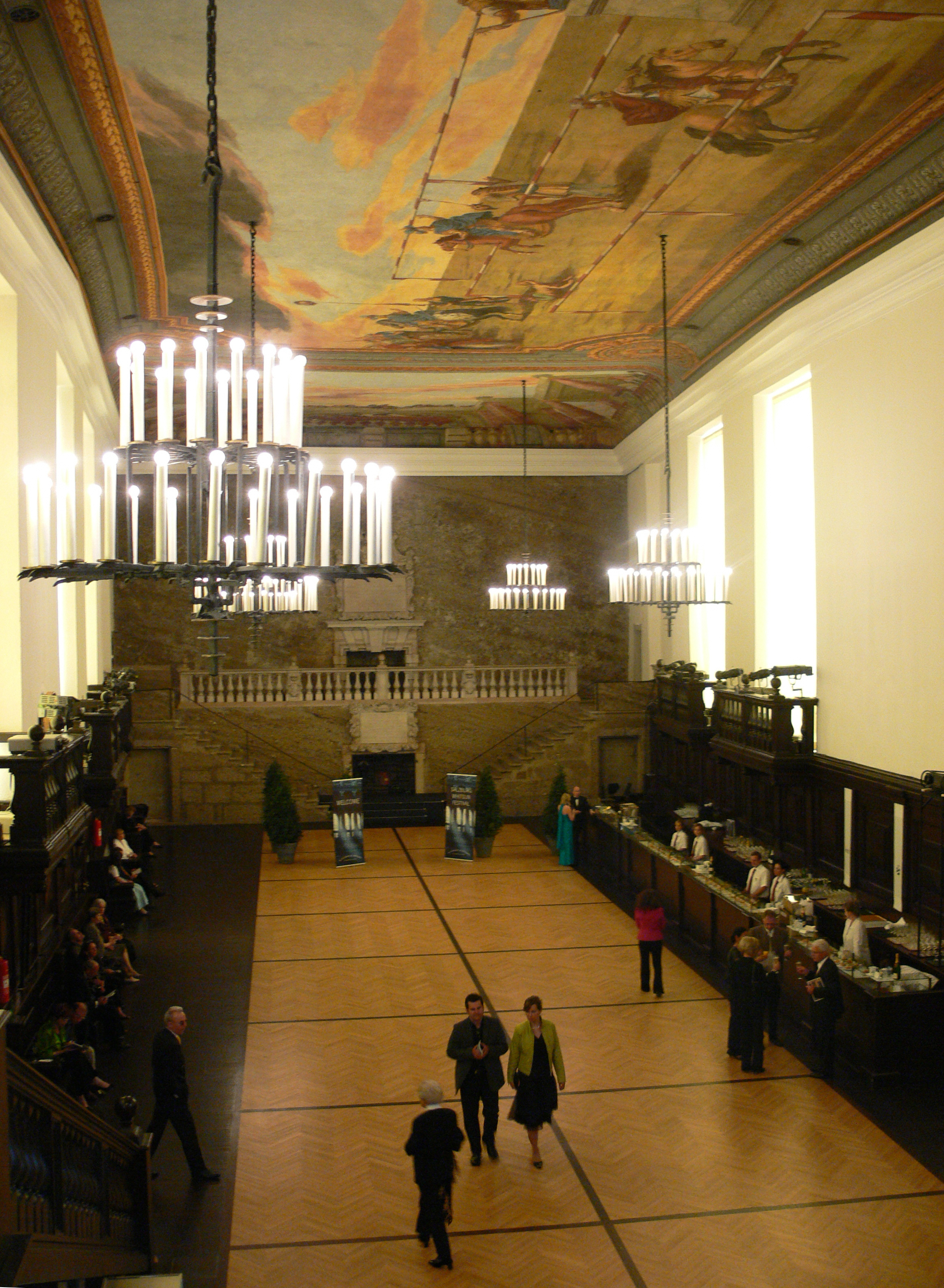
Ehemalige kleine Winterreitschule, heute Karl-Böhm-Saal und Pausenraum für Felsenreitschule und Haus für Mozart

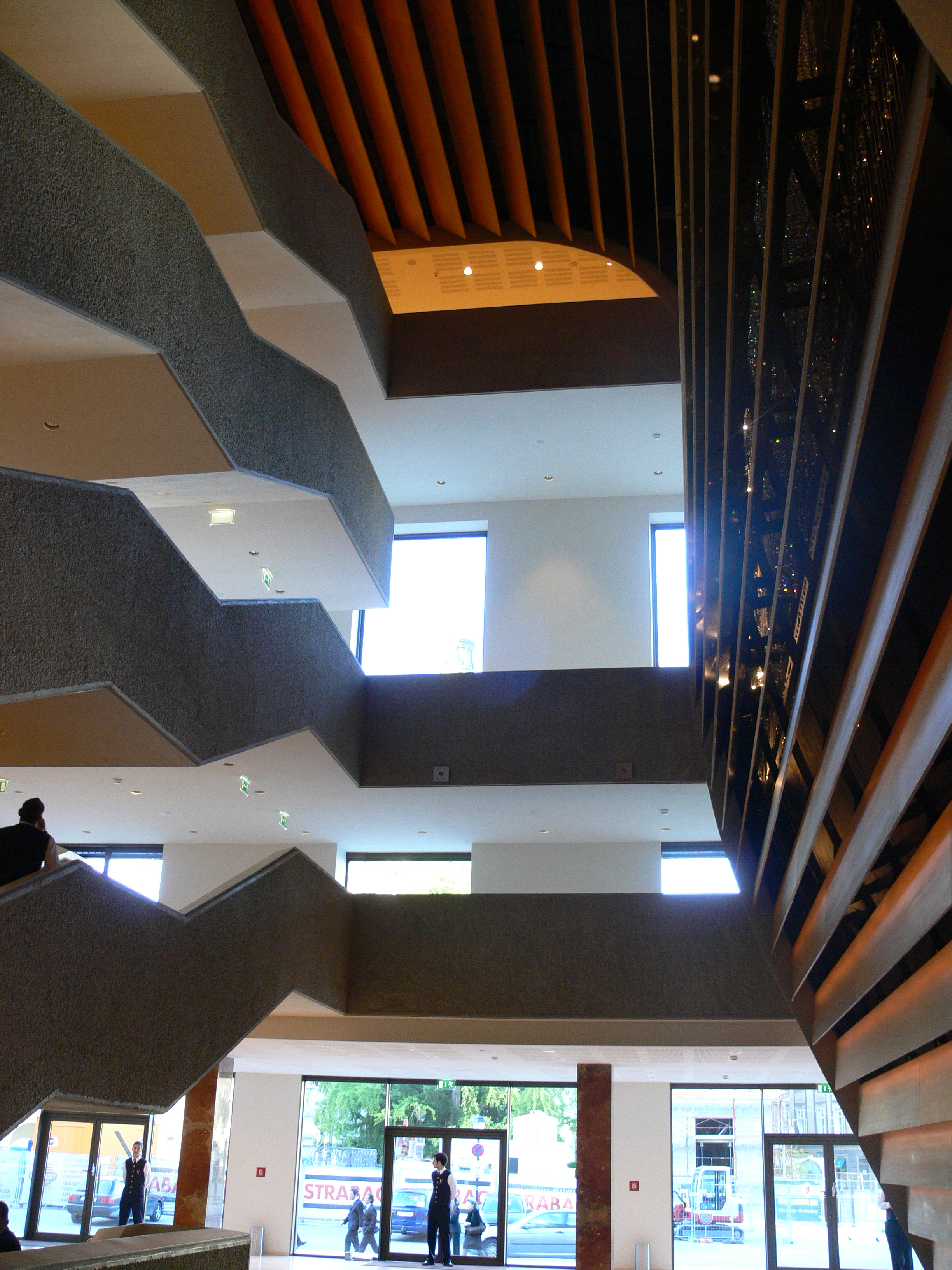
Neues Treppenhaus mit Goldener Wand

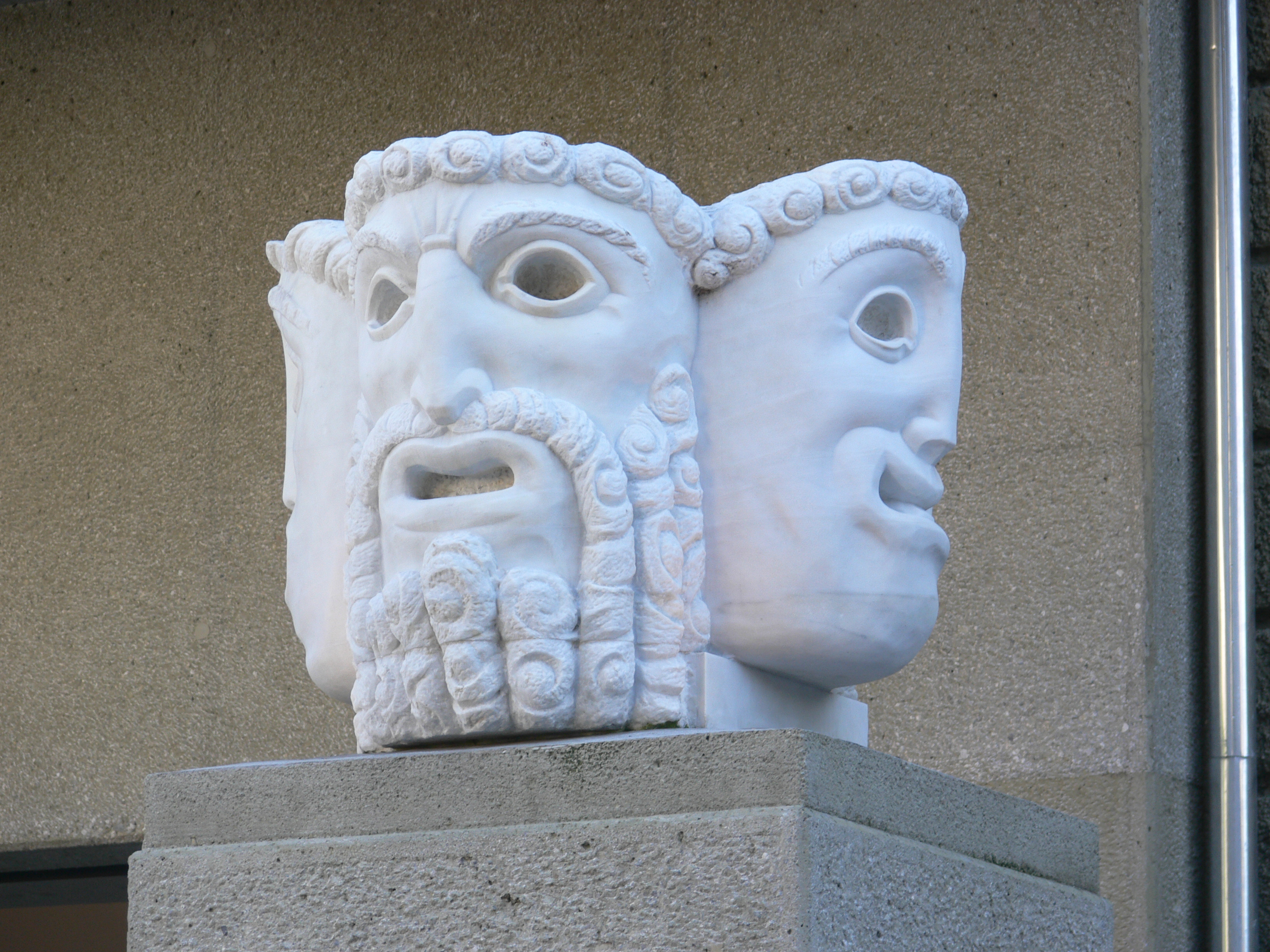
Masken von Jakob Adlhart im Entrée

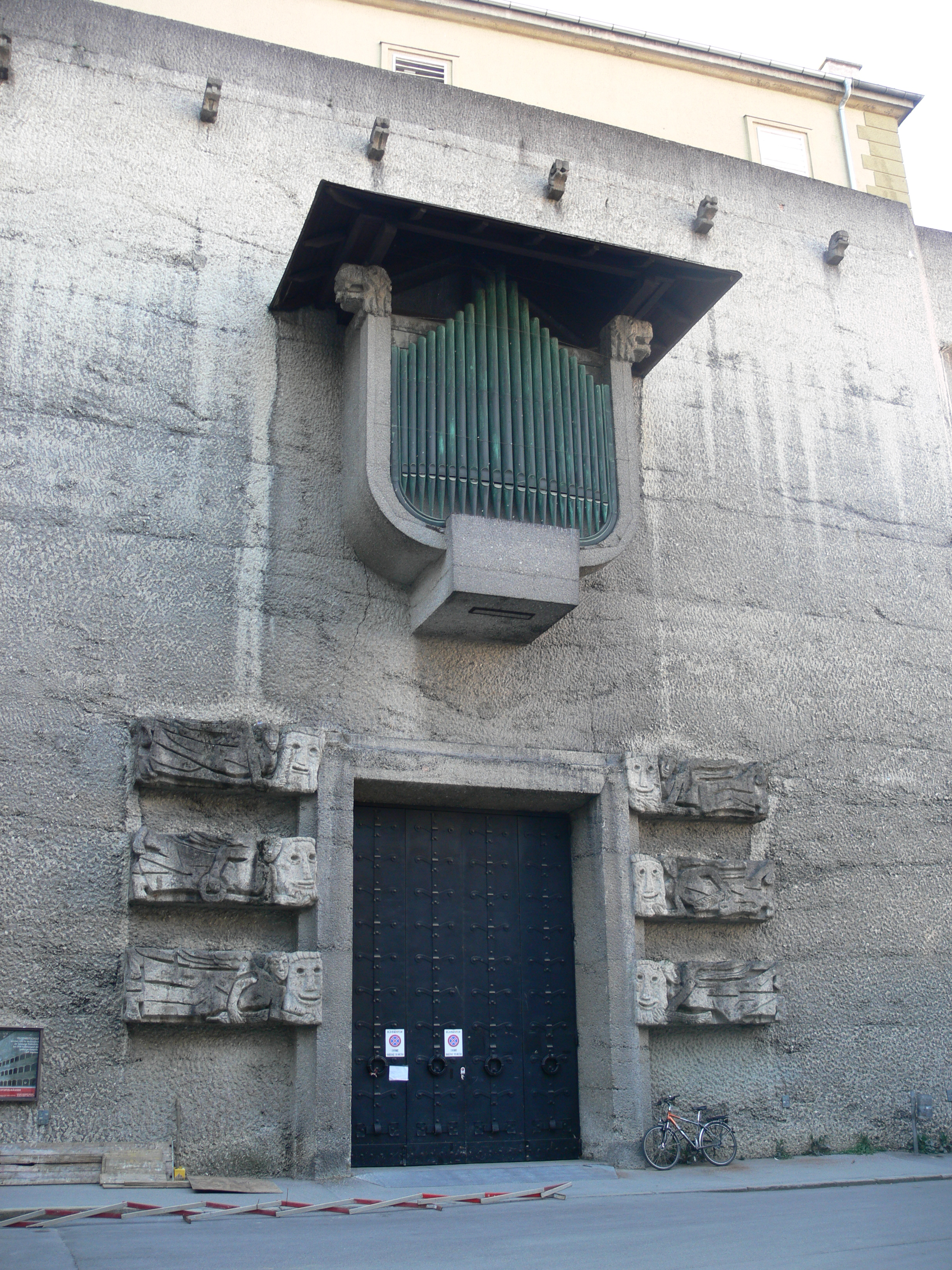
Toscanini-Hof mit Außenorgel und sechs Betonskulpturen von Jakob Adlhart

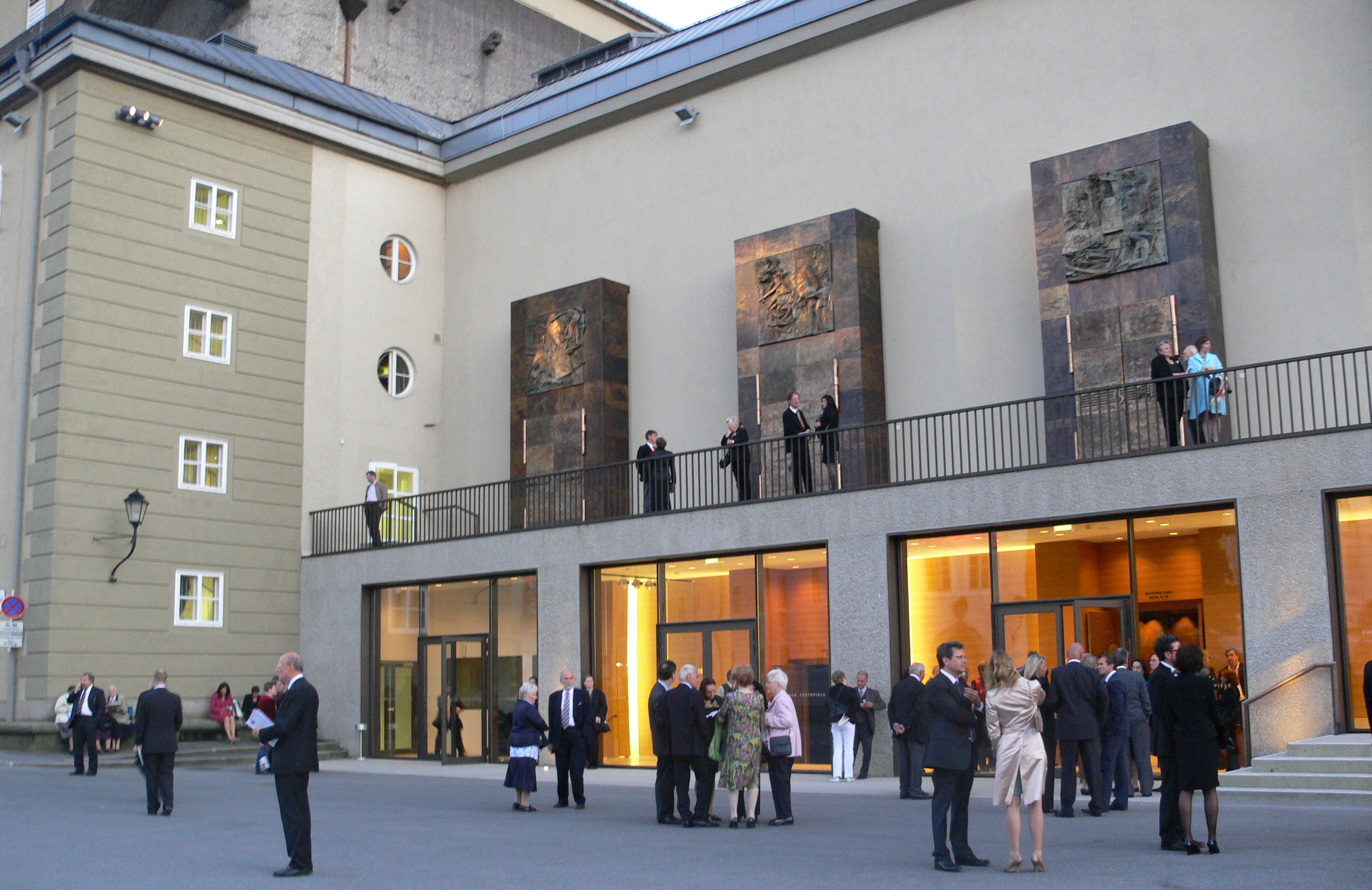
Bronzereliefs von Josef Zenzmaier

Als erkennbar wurde, dass sich der Bau einer Festspielbühne in Hellbrunn nicht verwirklichen lässt, wurden auf Betreiben Max Reinhardts 1925 Teile der Hofstallkaserne – unter der Leitung des Salzburger Landeskonservators Eduard Hütter – als Theatersaal mit einer Mysterienbühne umgestaltet. Nach nur viermonatiger Bauzeit wurde auf dem Terrain der früheren Großen Winterreitschule, die 1842 als k.k. Kavallerie-Reithalle adaptiert worden war, das provisorische Festspielhaus mit Max Reinhardts Inszenierung von Hofmannsthals Salzburger großem Welttheater am 13. August 1925 eröffnet.
Das Festspielhaus war in den ersten fünfzehn Jahren seines Bestehens sicherlich das am häufigsten umgebaute Theatergebäude weltweit. Bereits 1926 wurde das Haus vom Salzburger Architekten und Bühnenbildner Clemens Holzmeister erstmals umgebaut und stand nunmehr auch als Ausweichquartier für den Jedermann bei Schlechtwetter zur Verfügung.
Gleichzeitig wurde die frühere Kleine Winterreitschule, erbaut 1662 von Fürsterzbischof Guidobald von Thun und Hohenstein, als Pausenraum für Festspielhaus und Felsenreitschule adaptiert. Bei der Renovierung wurde am Südende des Saales der Konglomeratfelsen des Mönchsbergs freigelegt, das nahezu 600 Quadratmeter große Deckenfresko des Salzburger Hofmalers Johann Michael Rottmayr und seines Schülers Christoph Lederwasch wurde restauriert. Das Gemälde zählt zu den größten seiner Art in Mitteleuropa und stellt Reiterangriffe auf Türkenpuppen dar, denn das Türkenkopfstechen gehörte im 17. Jahrhundert zur Kavallerieausbildung. Holzmeister entwarf auch ein schmiedeeisernes Kamingitter, in dem die Bestimmung des Saales durch Landeswappen, Bischofshut, Lyra, Hufeisen, Violinschlüssel und Theatermasken symbolisch dargestellt werden. Der theatralische Raum mit seiner barocker Steinbalustrade und schwerem Eichenparkett wurde fortan als Stadtsaal bezeichnet und – nach dem Tod des bedeutenden Festspieldirigenten – in Karl-Böhm-Saal umbenannt. 1976 wurde das Deckenfresko – im Zuge der Dachstuhlerneuerung – erneut restauriert.
Im Jahr 1927 erfolgten neuerliche Adaptierungen, diesmal im Bühnenbereich: Ein Rampenvorhang wird angebracht, der Orchestergraben vergrößert, die Bühnentechnik verbessert. Nunmehr konnten auch Opern gespielt werden. Beethovens Fidelio wird als erste Oper im Festspielhaus gegeben. Lothar Wallersteins Inszenierung – in Holzmeisters Bühnenbildern – ist erfolgreich und bleibt bis 1938 am Spielplan der Festspiele.
1937 wurde erneut umgebaut – wiederum von Clemens Holzmeister, diesmal beraten von Arturo Toscanini, der dann auch die Wiedereröffnung dirigierte. Der Zuschauerraum wurde um 180 Grad gedreht, wodurch sich auch die Notwendigkeit ergab ein Bühnenhaus anzubauen. Landeshauptmann Franz Rehrl, ein engagierter Förderer der Festspiele, ließ – um dafür Platz zu schaffen – sein eigenes Geburtshaus abreißen. Die Bühnenmaße des Festspielhauses sind nunmehr identisch mit jenen der Wiener Staatsoper, was den Austausch von Dekorationen ermöglicht. Anlässlich des 70. Geburtstag von Arturo Toscanini wurde der Platz hinter dem Bühnenhaus in Toscaninihof umbenannt und in der Vorhalle zum Faistauer-Foyer wurden Gedenktafeln für Hugo von Hofmannsthal und Anton Faistauer angebracht. Beide sollten jedoch nur ein Jahr verbleiben.
Während die bisherigen Umbauten architektonisch und aufführungstechnisch begründet waren, erfolgten die Umbauten der Jahre 1938 und 1939 aus politischen Motiven. Nach dem Anschluss Österreichs an das Deutsche Reich im Jahre 1938 galten die Fresken Anton Faistauers, die Mosaike Anton Koligs und die Skulpturen Jakob Adlharts als Entartete Kunst, Clemens Holzmeister war politisch nicht mehr opportun, und es wurde der „Reichsbühnenbildner“ Benno von Arent beauftragt, das Festspielhaus dem NS-Geschmack anzupassen. Er ersetzte die Holzverkleidung durch eine goldverzierte Gipsdecke. Die Neueröffnung des Hauses 1939 mit dem Rosenkavalier von Hugo von Hofmannsthal und Richard Strauss stellte eine Farce dar, hatten die Nazis doch im Vorjahr Hofmannsthals Jedermann – wegen dessen jüdischer Vorfahren – vom Spielplan der Festspiele genommen und durfte der Textdichter am Programmzettel nicht erwähnt werden. Die Inszenierung stammte von Lothar Wallerstein, der sich bereits im Exil in den Niederlanden befand und der 1940 erneut vor den Nazis in die USA flüchten musste.
Von 1960 bis 1962 wurde das Gebäude als Altes Festspielhaus bezeichnet, da 1960 nebenan das Neue Festspielhaus eröffnet worden war. Der Neubau hatte Ende der 1950er Jahre sämtliche finanziellen Ressourcen gebunden, so dass der dringend notwendige Umbau auf die Jahre 1962 und 1963 verschoben werden musste. Die ungünstigen Sicht- und Akustikbedingungen sollten verbessert werden. Die Salzburger Architekten Hans Hofmann und Erich Engels verliehen dem Saal die Gestalt, die er dann bis 2004 beibehalten sollte: Gips und Gold aus der NS-Zeit wichen einer schlichten Raumgestaltung in hellem Holz. Nach der Renovierung entschied man sich für den Namen Kleines Festspielhaus, das neue Haus nebenan wurde zum Großen Festspielhaus.
Das Haus war auch nach dem neuerlichen Umbau wenig geliebt, die Mozart-Aufführungen unter Karl Böhm, Ferenc Fricsay, Nikolaus Harnoncourt, Lorin Maazel, Zubin Mehta, Seiji Ozawa, Leif Segerstam, Georg Solti und Horst Stein hingegen umso mehr. Exemplarische Aufführungen im kleinen (bescheidenen) Haus stellten über viele Jahre den Kontrapunkt zu Karajans pompösen Inszenierungen im großen Haus nebenan dar. Bald gab es neue Überlegungen für eine neuerliche Adaption und Clemens Holzmeister legte im Jahr 1978 Pläne vor, die er später nochmals überarbeitete. Holzmeister wollte ein gleichzeitiges Bespielen von Felsenreitschule und Kleinem Festspielhaus ermöglichen. Trotz Fürsprache Herbert von Karajans wurde das Projekt nicht ausgeführt.
Zu einer radikalen Kernsanierung des langen schlauchförmigen Gebäudes, das im Grunde nie als Theaterbau prädestiniert war, kam es erst ab September 2003. Ein Haus für Mozart sollte gleichzeitig hervorragende Akustik und beste Sichtverhältnisse bieten, eine intime Atmosphäre und möglichst viele Sitzplätze. Die Fertigstellung war für 2006 geplant, das Jahr, in dem sich Mozarts Geburtstag zum 250. Male jährte. Der Auftrag ging an den Holzmeister-Schüler Wilhelm Holzbauer und den Luxemburger Architekten François Valentiny, die den Zuschauerraum verbreiterten, verkürzten und absenkten. Dramatisch umgestaltet wurden die Foyers und Pausenräume – einerseits durch Stockwerke übergreifendes Glas, das Transparenz und neue Sichtachsen eröffnete, andererseits durch eine 17 Meter hohe vergoldete Lamellenwand, gestaltet von Michael Hammers, durch deren Öffnungen ein Mozartkopf aus Kristallen zu sehen ist. Die dem Saalbau vorgelagerte, vorher nicht zugängliche Terrasse wurde dem Publikum geöffnet und am Dach wurde eine Lounge mit Gobelins, edlen Hölzern und Altstadtblick eingerichtet.
Die Holzmeister’sche Außenfassade aus den Jahren 1924/37 ist in ihren Proportionen weitgehend erhalten geblieben, freilich ergänzt durch drei gewaltige Bronzereliefs des Salzburger Bildhauers Josef Zenzmaier über den Saalausgängen. Sie zeigen Szenen aus Mozarts Opern Le nozze di Figaro, Don Giovanni und Zauberflöte. Die Steinmasken von Jakob Adlhart (siehe Bild) stehen jetzt gut sichtbar vor dem Entree – unter einem neuen, mit Blattgold ausgelegten und weit auskragenden Betondach.
Eröffnungsvorstellungen nach den Umbauten:
- 14. August 1926: Turandot von Gozzi – Schauspielmusik von Bernhard Paumgartner, dirigiert von Einar Nilson – Max Reinhardt – Oskar Strnad – mit Helene Thimig, Gustav Waldau, Lili Darvas, Dagny Servaes, Frieda Richard, Friedrich Kühne, Lothar Müthel, Luis Rainer, Herbert Dirmoser, Harald Kreutzberg, Lillie Claus, Richard Romanowsky, Hans Moser, Oskar Homolka, Max Pallenberg u. a.
- 13. August 1927: Fidelio – Franz Schalk – Lothar Wallerstein – Clemens Holzmeister – mit Lotte Lehmann, Alfred Piccaver, Franz Markhoff, Alfred Jerger, Richard Mayr, Elisabeth Schumann, Hermann Gallos, William Wernigk und Viktor Madin
- 25. Juli 1936: Fidelio – Arturo Toscanini – Lothar Wallerstein – Clemens Holzmeister – mit Lotte Lehmann, Koloman von Pataky, Carl Bissuti, Alfred Jerger, Anton Baumann, Luise Helletsgruber, Hermann Gallos, William Wernigk und Karl Ettl
- 1. August 1939: Der Rosenkavalier: Karl Böhm – Lothar Wallerstein, im Programmheft jedoch: Erich von Wymetal – Alfred Roller – mit Hilde Konetzni, Fritz Krenn, Marta Rohs, Walter Großmann, Esther Réthy, Aenne Michalsky, Hermann Gallos, Dora With, Viktor Madin, William Wernigk, Alfred Muzzarelli und Helge Roswaenge
- 29. Juli 1963: Le nozze di Figaro: Lorin Maazel – Gustav Rudolf Sellner – Michael Raffaelli – mit Dietrich Fischer-Dieskau, Hilde Güden, Graziella Sciutti, Geraint Evans, Evelyn Lear, Patricia Johnson, Peter Lagger, John van Kesteren, Martin Vantin, Barbara Vogel und Siegfried Rudolf Frese
- 26. Juli 2006: Le nozze di Figaro: Nikolaus Harnoncourt – Claus Guth – Christian Schmidt, Olaf Winter – mit Bo Skovhus, Dorothea Röschmann, Anna Netrebko, Ildebrando d'Arcangelo, Christine Schäfer, Marie McLaughlin, Franz-Josef Selig, Patrick Henckens, Oliver Ringelhahn, Florian Boesch, Eva Liebau und Uli Kirsch

Von der Hinterbühne des Hauses öffnet sich ein großes Eisentor in den Toscaninihof. Die links und rechts davon angebrachten Betonreliefs „Maskenhaltende Genien“ wurden 1938 abgeklopft, im Jahr 1979 jedoch von ihrem Schöpfer Jakob Adlhart rekonstruiert. Darüber ist eine Außenorgel angebracht, die vor dem Bau des Großen Festspielhauses in den Schlechtwettervorstellungen des Jedermann bespielt wurde. Sie wurde nach jahrzehntelangem Verstummen aus Spendenmitteln restauriert und kann seit Juli 2012 wieder erklingen.
Das Haus für Mozart verfügt über 1.580 Zuschauer-Plätze, aufgeteilt auf 1.495 Sitzplätze und 85 Stehplätze. Wiewohl ein wildes Potpourri aus opulentem 17. Jahrhundert, Architektur, Bildhauerei und Fresken der 1920er Jahre, sowie modisch-geschmäcklerischer Gestaltung der Jahrtausendwende, stellt das erste Salzburger Festspielhaus heute ein praktikables und komfortables Theater- und Konzertgebäude dar. Es wird nicht nur zur Sommerszeit von den Festspielen, sondern auch während der Saison für Operninszenierungen – des Salzburger Landestheaters, der Pfingstfestspiele oder der Mozartwoche – und für Konzerte und Konferenzen genutzt. Schon vor den letzten Umbauten gastierte etwa – im Jahr 1951 – Zarah Leander mit der Kapelle Heinz Sandauer im Festspielhaus. Das Publikum soll derart begeistert gewesen sein, dass es erst durch Abschalten des Saallichts zum Verlassen des Saals zu bewegen war. Ebenfalls 1951 hielt Hitlers Reichsbankpräsident Hjalmar Schacht im Festspielhaus einen Vortrag, protestierende Zuhörer wurden brutal aus dem Saal gedrängt. Im März 2012 inszenierte Andreas Gergen eine unkonventionelle Traviata im Haus für Mozart (als Produktion des Landestheaters) und erntete heftigen Applaus bei Publikum und Kritik.

### Felsenreitschule

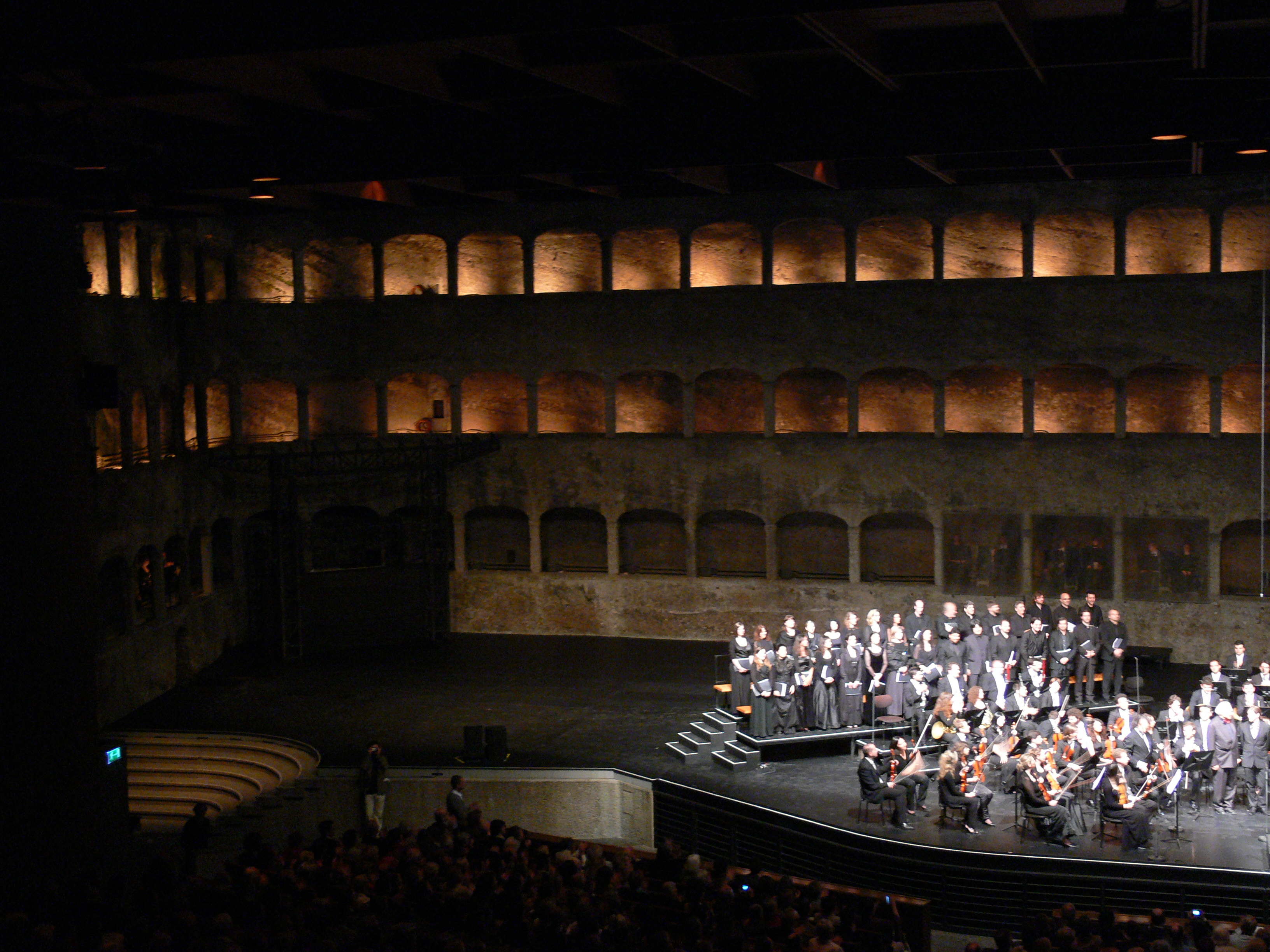
Felsenreitschule

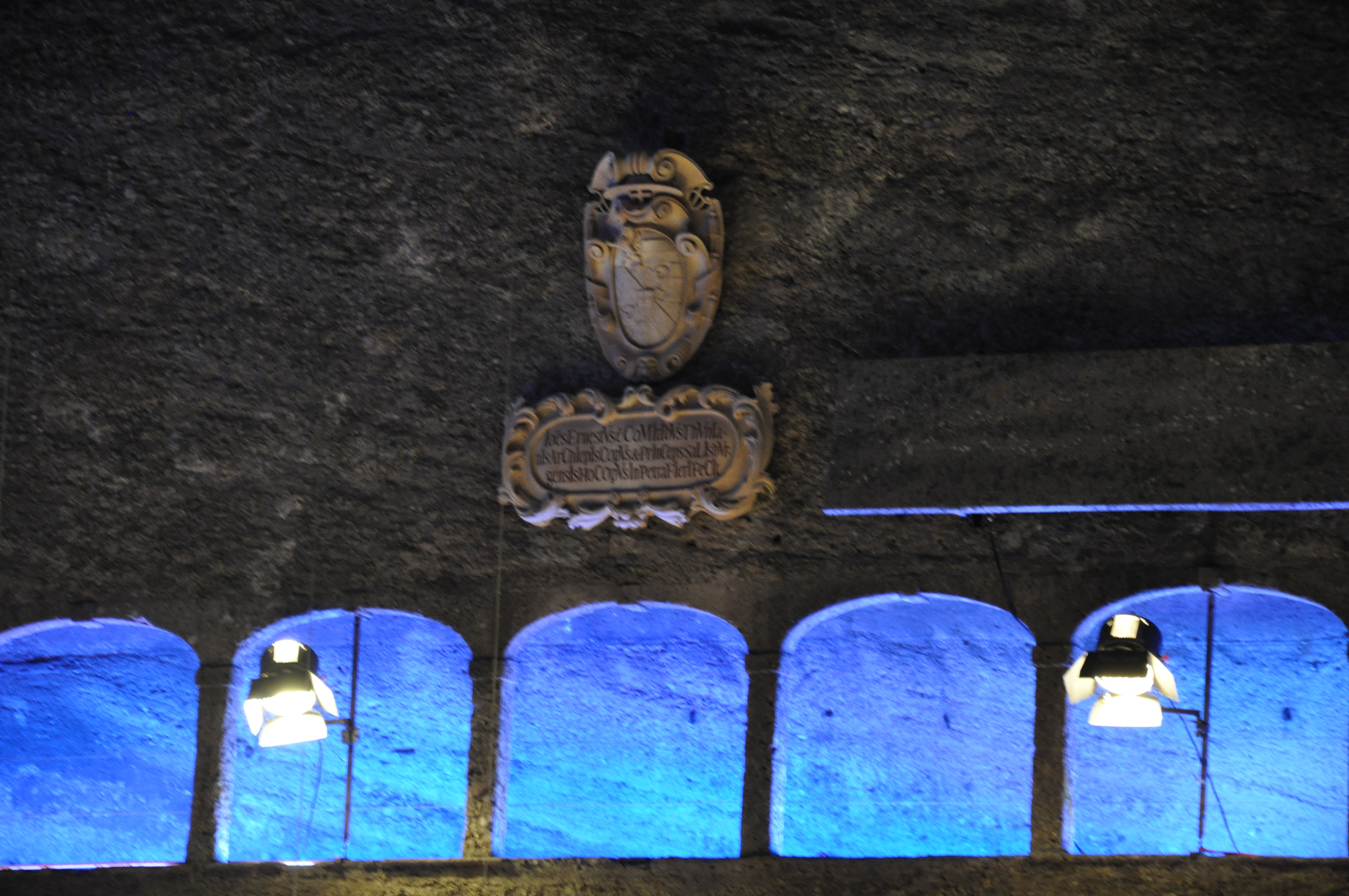
Wappen des Johann Ernst von Thun

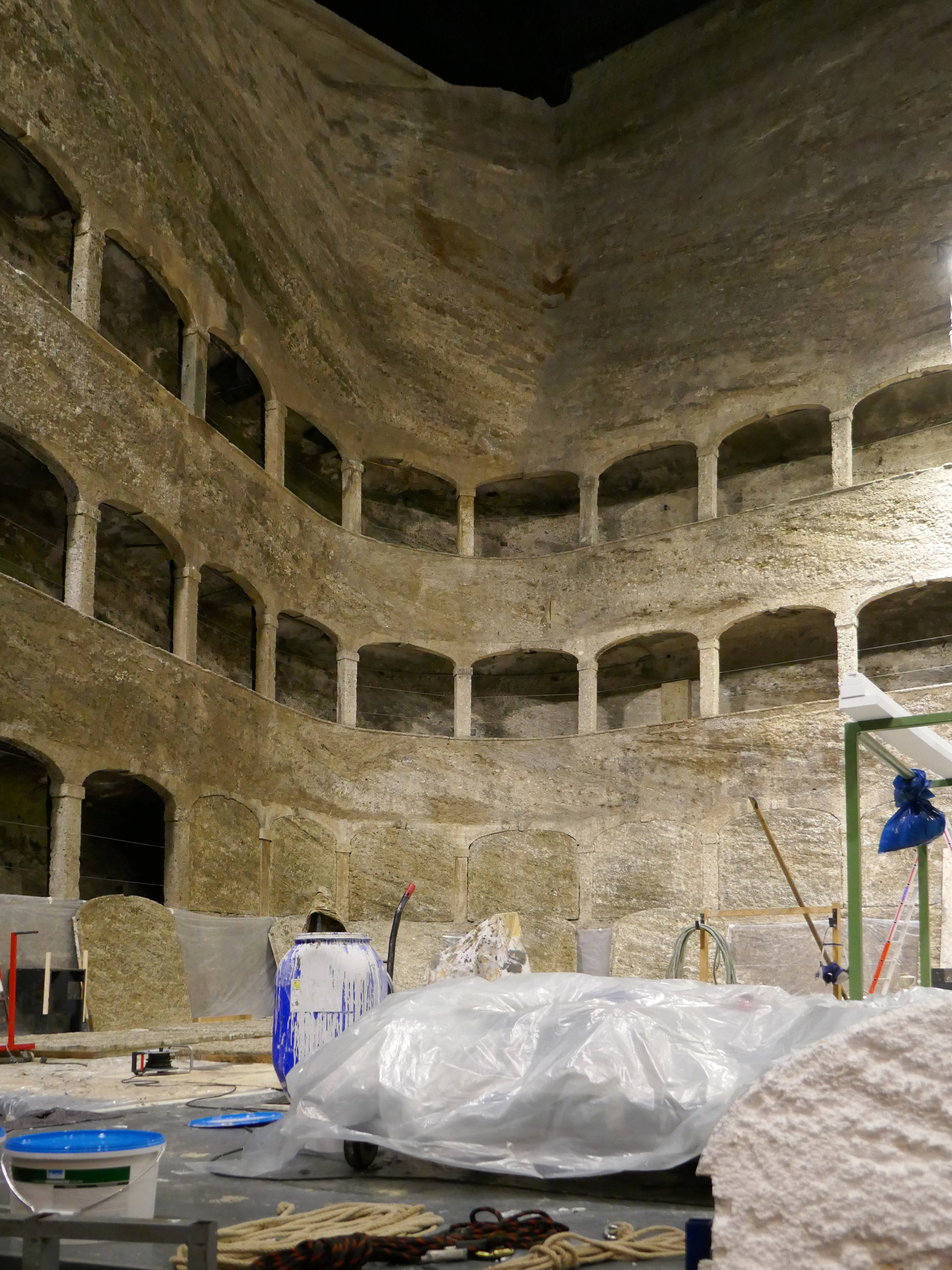
Bühne

Die Felsenreitschule ist der eigenwilligste Theaterbau der Salzburger Festspiele, schwer bespielbar, zugleich geliebt (wegen Optik und Atmosphäre) und gehasst (wegen der problematischen Akustik). In der ersten Hälfte des 17. Jahrhunderts brach man hier Konglomerat für den Bau des Domes. 1693 wurde der ehemalige Steinbruch unter Erzbischof Johann Ernst von Thun zu einer Sommerreitschule umgebaut, nach Plänen des Barockbaumeisters Johann Bernhard Fischer von Erlach mit 96 in den Mönchsberg geschnittenen Zuschauerlogen.
Schon der Auftakt der ersten Festspiele im Jahr 1920 mit dem Jedermann hätte beinahe in der Felsenreitschule stattgefunden, ehe dann doch die Entscheidung von Reinhardt und Hofmannsthal auf den Domplatz fiel. Für die Festspiele 1921 wollte die Festspielhaus-Gemeinde die Sommerreitschule stützenfrei und komplett überdachen lassen. Der Schriftsteller und Kulturkritiker Josef August Lux kämpfte gegen das „geplante Attentat“ – denn ein durchgehendes Dach hätte die „künstlerisch geadelte Naturwand mit der freien Natur, dem offenen Himmel“ zerrissen. Das Bundesdenkmalamt verweigerte seine Zustimmung.
Max Reinhardt etablierte dann 1926 mit Goldonis Diener zweier Herren den damals schlicht Reitschule genannten Raum als Parodie auf eine Festspielbühne, als armes Theater: Gespielt wurde auf einer Pawlatschenbühne, der Boden aus gestampfter Erde, die Zuseher auf Holzbänken. Dem Volksstück aus der Vorstadt entsprach der Rahmen sehr gut, die Besetzung war erlesen – Josef Danegger, Nora Gregor, Harald Kreutzberg, Friedrich Kühne, Dagny Servaes, Hans, Helene, Hermann und Hugo Thimig und als 1. Aufseher Hans Moser, die Eintrittspreise hoch. Als Ausweichquartier bei Schlechtwetter fungierte das Landestheater.
Für Reinhardts epochale Inszenierung des Faust, die von 1933 bis 1937 in der Felsenreitschule zu sehen war, schuf Clemens Holzmeister eine veritable Faust-Stadt. Wiederum war eine Luxusbesetzung am Zug: Ewald Balser als Faust, Paula Wessely als Gretchen, als Mephisto alternierten Max Pallenberg, Raoul Aslan, Franz Schafheitlin und Werner Krauß. Selbst kleinere Rollen waren prominent besetzt – wie die Hexe mit Frieda Richard und der Böse Geist mit Reinhardts Ehefrau, Helene Thimig. 1948 folgte als erste Oper in der Felsenreitschule Glucks Orfeo ed Euridice, dirigiert von Herbert von Karajan, inszeniert von Oscar Fritz Schuh in der Ausstattung von Caspar Neher.
Clemens Holzmeister, der unermüdliche Festspielarchitekt, baute den Raum zwischen 1926 und 1970 – unterbrochen von NS-Regime – unentwegt um, aus und zu. Die Bühne umfasst auch heute noch die gesamte Fläche der ehemaligen Reitschule und war in den ersten Jahren in Form einer Baracken-Zeltplanenkonstruktion überdacht. Die Behörde hatte zwar 1921 ein festes Dach abgelehnt, aber einer provisorischen Schließung bei Regenwetter zugestimmt. 1934 überdachte Holzmeister anlässlich der Faust-Inszenierung den Zuschauerraum und seit seiner letzten Aufrüstung in den Jahren 1968 bis 1970 ist nur mehr der Bühnenbereich – ein Drittel der ursprünglichen Hoffläche – öffenbar. Schrittweise bekam das frühere Pawlatschentheater eine Unterbühne, einen Orchestergraben, ein wetterfestes Rolldach, eine Scheinwerferrampe, eine richtige Tribüne mit gepolsterten Sitzen und ein Kulissendepot. In den Jahren 2004 und 2005 wurde die Zuschauertribüne muschelförmig umgestaltet. Das Auditorium behielt mit Holzmeisters Kassettendecke und Wandverkleidungen aus Holz den Hauch des Temporären bis zum Festspielsommer 2010.

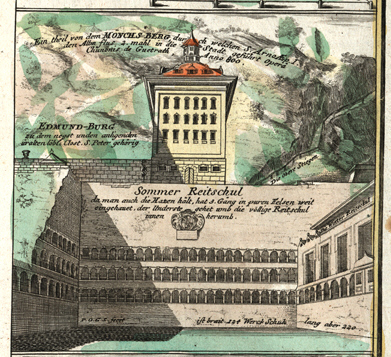
Felsenreitschule

Der ungewöhnliche Theaterbau stellt den eigentlichen Nukleus des Salzburger Festspielbezirks dar. Mit 1.412 Sitz- und 25 Stehplätzen das kleinste der drei Festspielhäuser, eignet sich die Felsenreitschule für einige Werke – zum Beispiel für Mozarts Titus, Verdis Macbeth oder Janáčeks Jenůfa – hervorragend, für andere kaum oder gar nicht. Die Zauberflöte pendelt seit den 1960er Jahren regelmäßig zwischen dem Großen Haus und der Felsenreitschule, in der zwischen 1978 und 1986 alljährlich die legendäre Ponnelle-Inszenierung mit James Levine am Pult gezeigt wurde. Viele Ur- und Erstaufführungen fanden hier statt, unter anderem von Luciano Berio, Hans Werner Henze, Olivier Messiaen, Luigi Nono und Carl Orff.
Aber auch das Sprechtheater nimmt immer wieder Besitz von der impressionanten Steinkulisse, insbesondere für Shakespeare und Antike. 1973 und 1974 ließ Giorgio Strahler in seiner Heinrich-VI.-Collage – unter dem Titel Das Spiel der Mächtigen – an zwei Abenden hintereinander massenweise Schauspielerprominenz auftreten: die Damen Jonasson und Emo, die Herren Böckmann, Boysen, Frey, Hauer-Riedl, Heltau, Hoffmann, von Langheim, Paryla, Quadflieg, Seeböck, Spalinger und Westphal. 1986 inszenierte Klaus Michael Grüber Aischylos' Prometheus, gefesselt mit Bruno Ganz in der Titelrolle, Angela Winkler, Branko Samarovski, Udo Samel und Peter Simonischek. Und in den frühen 1990er Jahren verzichtete der neue Intendant Gerard Mortier auf Opernproduktionen in der Felsenreitschule – zugunsten der Römerdramen Julius Caesar, Coriolan sowie Antonius und Cleopatra in der Regie von Schauspielchef Peter Stein und Deborah Warner. Diese Produktionen erfreuten sich höchsten Publikumszuspruchs. Auch Konzerte finden regelmäßig in der Felsenreitschule statt, im Regelfall in Orchesterbesetzung, überwiegend mit Werken zeitgenössischer Komponisten.
Im Winter 2010/2011 hat das Salzburger architekturbüro HALLE 1 den Spielort mit neuen Akustikwänden, neuer Decke und neuem Schiebedach ausgestattet. Die flache Neigung des Pultdachs lässt die Silhouette unberührt. Nach wie vor können das Haus für Mozart und die Felsenreitschule – aufgrund gemeinsamer Eingänge, Foyers, Fluchtwege und ungenügender akustischer Abdichtung – nicht gleichzeitig bespielt werden. 2012 kehrten in Alvis Hermanis’ Inszenierung der Soldaten sieben Pferde auf die Bühne der ehemaligen Reitschule zurück.

### Großes Festspielhaus

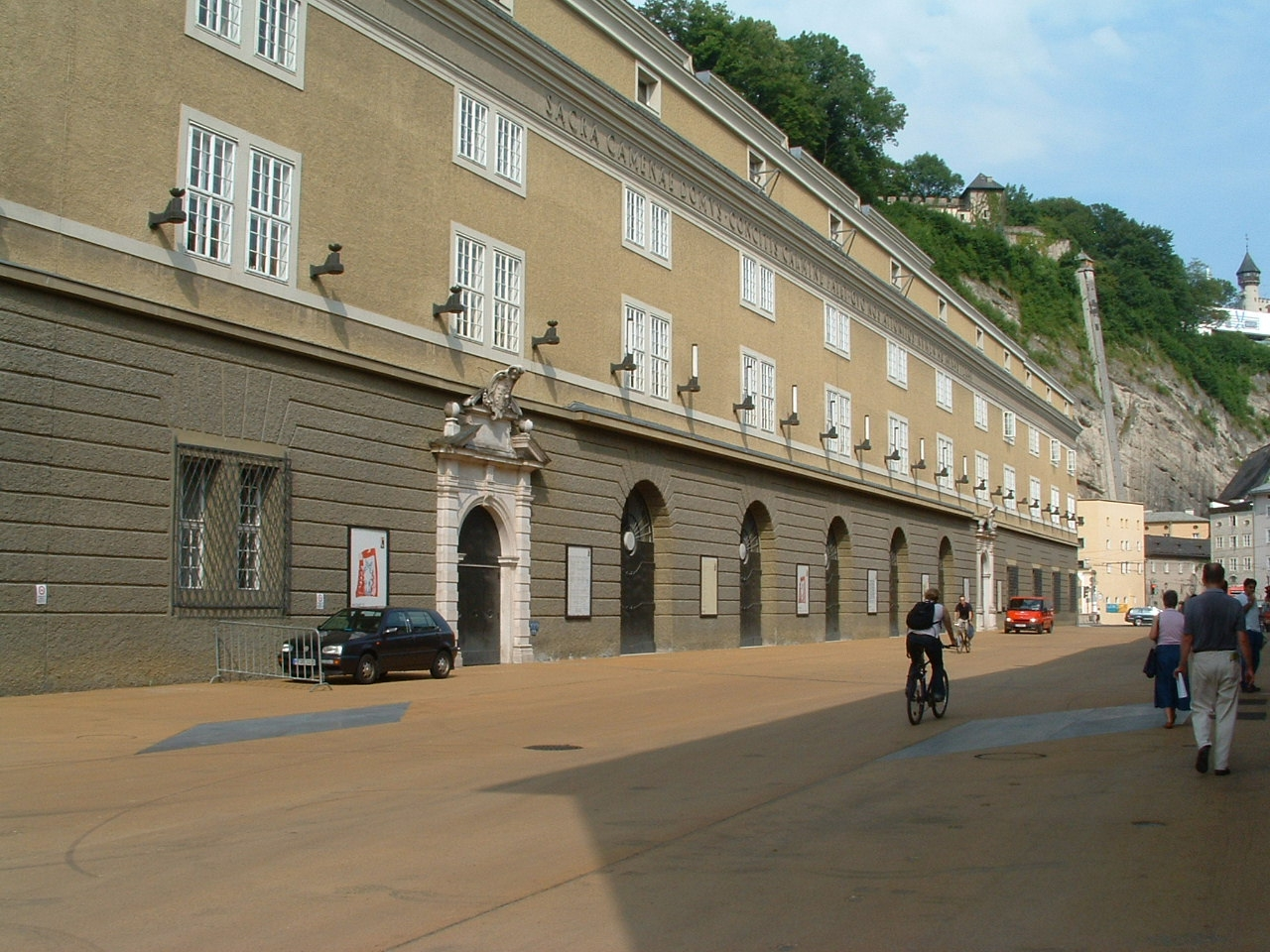
Goldener Asphalt, Lichtkanäle

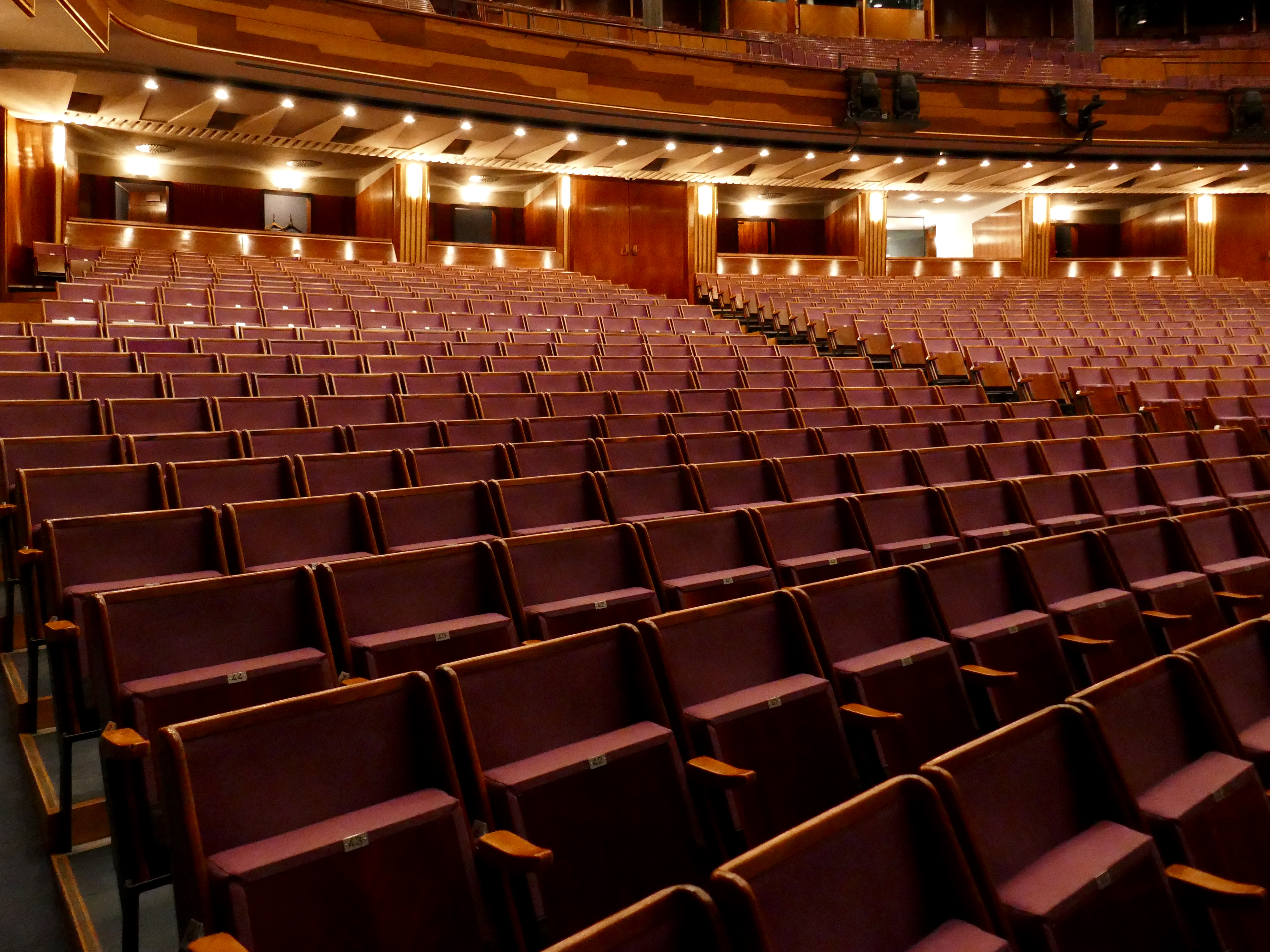
Großes Festspielhaus, Innenansicht

An Stelle der ehemaligen Pferdeställe der Fürsterzbischöfe und später der k.u.k. Kavallerie – mit bis zu 150 Pferden – wurde von Clemens Holzmeister mit Fürsprache und Unterstützung des Landeshauptmanns Josef Klaus und des Dirigenten Herbert von Karajan zwischen Herbst 1956 und Frühsommer 1960 das Neue Festspielhaus errichtet. Der Bau erfolgte überwiegend aus Mitteln der Republik Österreich, die auch heute noch als Eigentümerin fungiert. Das große Festspielhaus gehört – mit 2.179 Sitzplätzen – zu den größten Spielstätten für klassische Kunst in Europa, heute übertroffen nur von der Opéra Bastille (mit 2.703 Sitzplätzen, eröffnet 1989) und dem Festspielhaus Baden-Baden (mit 2.500 Sitzplätzen, eröffnet 1998).
Während das bisherige Festspielhaus, welches ab 1960 Altes und ab 1963 Kleines Festspielhaus genannt wurde, auf Grund der topographischen Verhältnisse, des steten Geldmangels oder aus politischen Motiven mehrfach umgebaut und adaptiert werden musste, gelang Holzmeister diesmal ein Bauwerk aus einem Guss, gigantisch in seinen Ausmaßen, mit hervorragender Akustik und exzellenten Sichtverhältnissen. Weder Kosten noch Mühen wurden gescheut, 55.000 Kubikmeter Felsen aus dem Mönchsberg gesprengt, um Platz zu schaffen für ein Bühnenhaus von 100 mal 25 Metern, für eine maximale Portalbreite von 32 Metern und ein Auditorium, welches einem übergrossen Kinosaal ähnelt. Zum Vergleich die Portalbreite der Wiener Staatsoper: 14,3 Meter.
Die Gigantomanie des Unterfangens – zu Zeiten, in denen noch „Tausende Familien nach wie vor in Baracken und gesundheitsgefährdenden Quartieren hausten“ – stieß schon im Vorfeld auf heftige Kritik. Hilde Spiel kritisierte Karajan und den „Zeitgeist, der nach Glanz und Dimension, nach Fülle und Häufung, nach dem großen Spektakel“ verlange. Oscar Fritz Schuh, langjährig als Regisseur der Festspiele tätig, hielt das Haus für „vollkommen deplaziert“, wäre doch von den Mozart-Opern „höchstens Idomeneo für eine Bühne dieser Größe geeignet,“ aber gerade diese Oper erfreue sich nicht der Gunst des Publikums. Selbst zwei Vertreter des Direktoriums – Josef Kaut und Gottfried von Einem – opponierten gegen den Neubau. Treffsicher prophezeite Gert Kerschbaumer, im neuen Monsterbau und Opernbunker würden „Verdi- und Wagner-Opern, aber zu allerletzte Mozart-Opern aufgeführt werden können“ und es „wird eine Pilgerstätte der Wagnerianer werden. Karajan wird den Taktstock zur Walküre heben […]“ In der Tat stehen die Größe des Raumes und die Intimität der meisten darin aufgeführten Mozart-Opern durchgehend seit 1960 in hartem Kontrast zueinander. Und in der Tat dirigierte Karajan im neuen Haus bereits ab 1962 Verdi und ab 1967 – bei den Osterfestspielen – Die Walküre, in der Folge den gesamten Ring, Tristan und Isolde, Die Meistersinger von Nürnberg, Lohengrin, Parsifal und schließlich auch den Fliegenden Holländer.

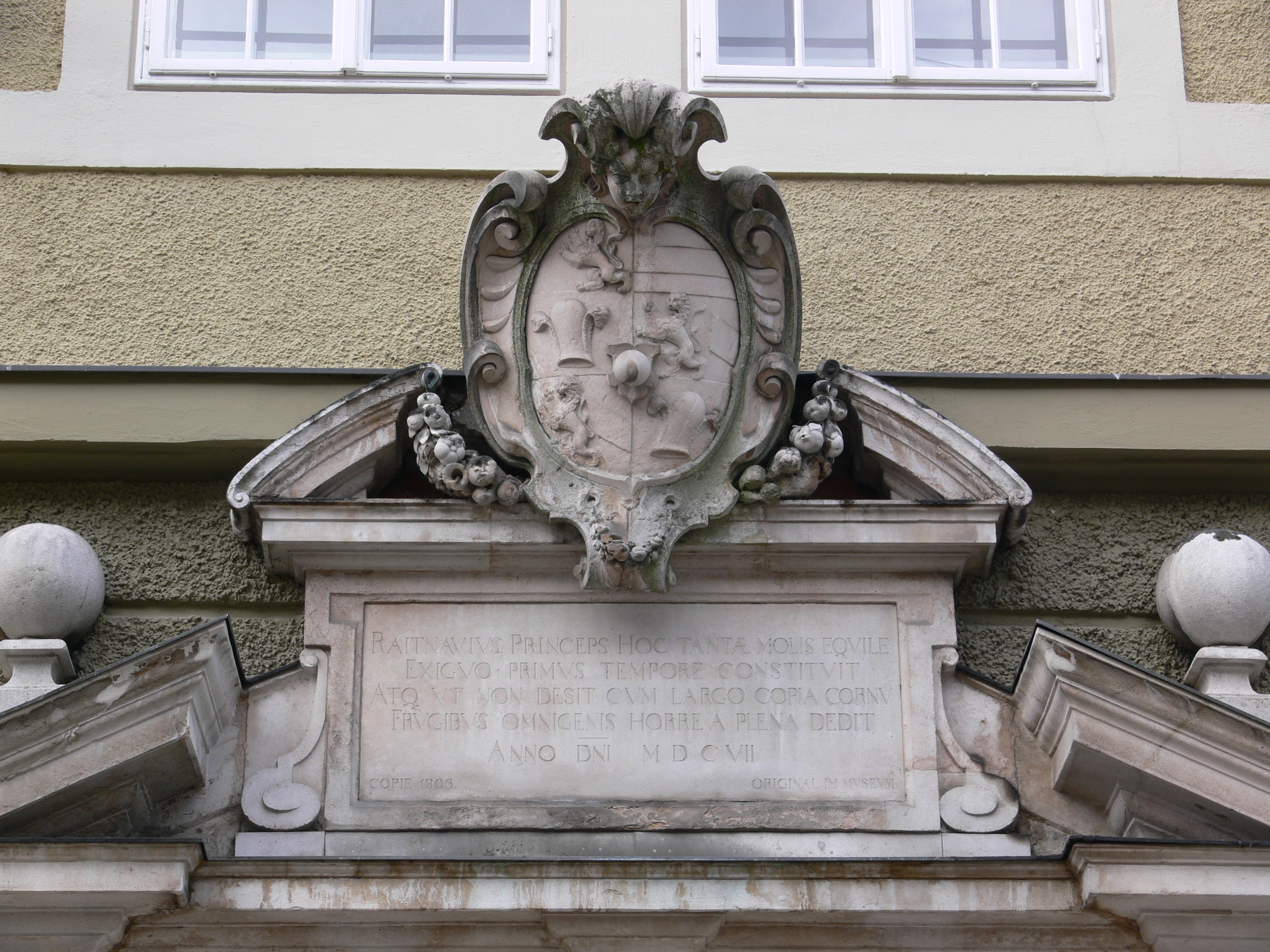
Wappen von Fürsterzbischof Wolf Dietrich über einem Eingang

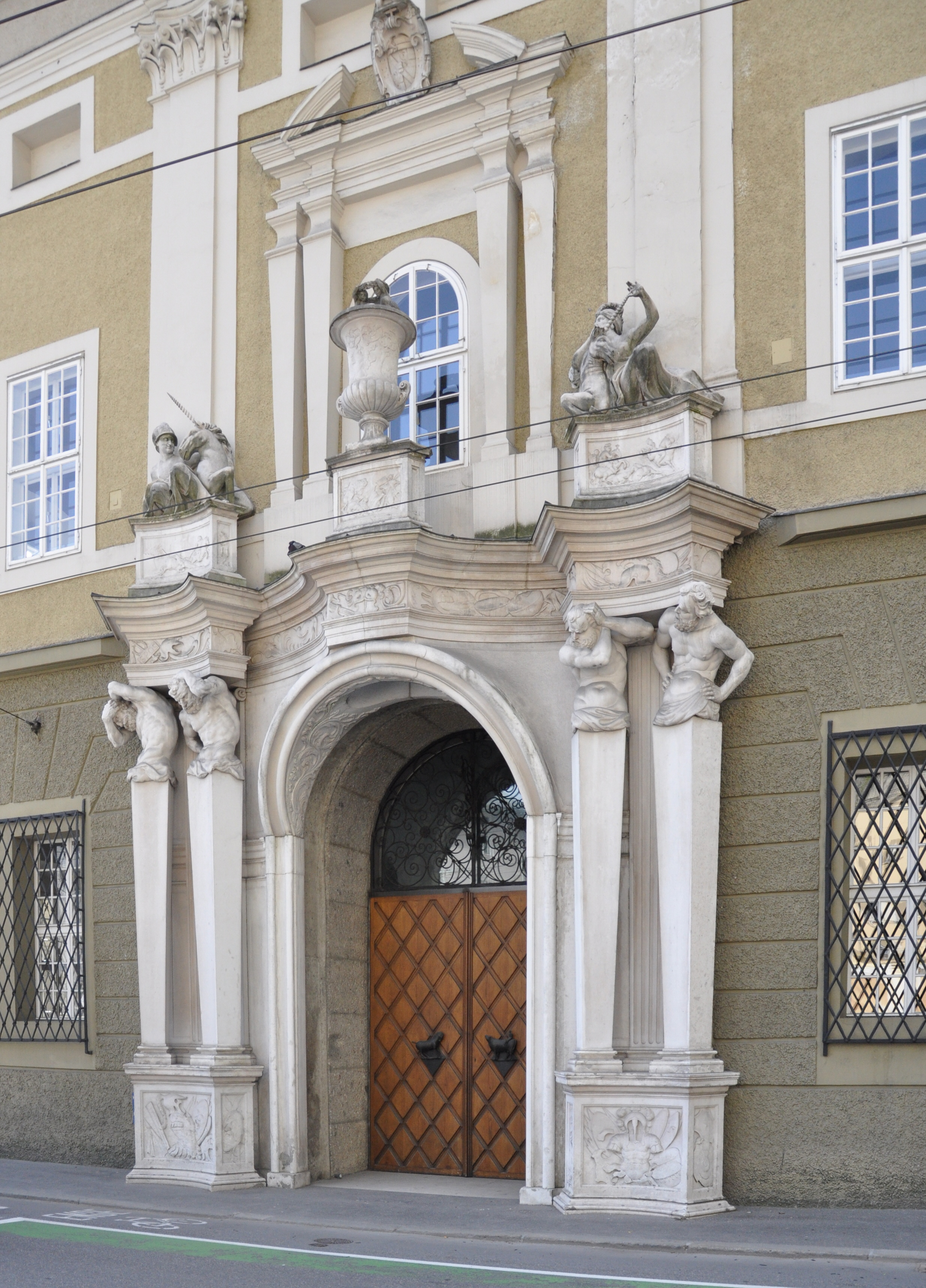
Das Portal Fischer von Erlachs

Die drei Jahrhunderte alte Fassade des Hofmarstalles, erbaut unter Erzbischof Wolf Dietrich, und das Marmorportal von Johann Bernhard Fischer von Erlach an der nordseitigen Fassade blieben – so gut es ging – erhalten bzw. wurden sie rekonstruiert und wieder aufgebaut. Bei der Ausgestaltung des Hauses fand vor allem heimisches Material Verwendung: Die Stahlbetonsäulen im Foyer wurden mit dem beim Abtragen der Mönchsbergwand gewonnenen Konglomerat verkleidet, die Böden wurden mit Adneter Marmor und grünem Serpentin ausgelegt. Die künstlerische Ausgestaltung ist üppig und edel: Pferdemosaiken und Gobelins von Richard Kurt Fischer, Bronzetore von Toni Schneider-Manzell, Wandmalereien von Wolfgang Hutter und Rudolf Plattner, Marmorfiguren von Wander Bertoni, Wandschalen aus Muranoglas, weitere Gobelins von Giselbert Hoke und Oskar Kokoschka, Keramiken von Arno Lehmann und ein „12-Ton-Fries“ zur Huldigung Anton von Weberns von Rudolf Hoflehner. Neuerdings zieren auch vier Großkreuze von Robert Longo die Foyers.
In dem sich an das Eingangsfoyer anschließenden Pausensaal ist weitgehend die Steinsäulen-Architektur des fürsterzbischöflichen Marstalles erhalten geblieben. Das nunmehr verglaste „Fischer-von-Erlach-Portal“ eröffnet den Blick auf die Marstallschwemme, in der früher die Kavallerie-Pferde gewaschen und getränkt wurden, und den Schüttkasten (dazu mehr siehe unten).
Wohl auch um den Kritikern etwas Wind aus den Segeln zu nehmen, wurde als Eröffnungsvorstellung der Rosenkavalier gewählt – einerseits als Hommage an die Festspielgründer Richard Strauss, Hugo von Hofmannsthal und Max Reinhardt (der als „heimlicher Regisseur“ die Uraufführung betreut hatte), andererseits von der eingeschränkten Bespielbarkeit der Großbühne abzulenken. Die Eröffnung des Hauses erfolgte am 26. Juli 1960 mit einem Festakt und der Strauss-Oper, pompös inszeniert von Rudolf Hartmann und klangschön dirigiert von Herbert von Karajan. Das Bühnenbild stammte von Teo Otto, die Kostüme von Erni Kniepert. Es sang ein illustres Ensemble, angeführt von Lisa della Casa (als Marschallin), Sena Jurinac (als Octavian), Hilde Güden (als Sophie) und Otto Edelmann (als Ochs von Lerchenau). Im Folgejahr sangen in derselben Inszenierung, nunmehr dirigiert von Karl Böhm, die Damen Schwarzkopf, Ludwig und Rothenberger, sowie wiederum Edelmann.
Seit dem Umbau des Kleinen Festspielhauses im Jahr 1963 wird das Gebäude als Großes Festspielhaus bezeichnet. Die Aufführungspraxis der ersten fünfzig Jahre bewies dann auch, dass der Bau tatsächlich für Mozart-Opern nur bedingt bis gar nicht, für Verdi und Wagner hingegen sehr gut geeignet ist. Bis 2013 wurden jeweils neun Opern Verdis und Wagners auf der Breitwandbühne aufgeführt, aber nur fünf Opern Mozarts – davon Idomeneo und Così fan tutte in jeweils nur einer einzigen Inszenierung. Richard Strauss war lange Jahre ebenfalls nur mit fünf musiktheatralischen Werken im Großen Haus vertreten, 2014 folgte mit Arabella bei den Osterfestspielen die sechste Strauss-Oper, 2016 mit Liebe der Danae die siebente.
Heute führt ein eigener Zugang linkerhand des Pausensaales mittels Rolltreppe direkt zur Altstadtgarage, die im Inneren des Mönchsbergs eingerichtet wurde. So können die Festspielgäste bequem und trockenen Fußes in alle drei Festspielhäuser gelangen. Dennoch erfolgt die Anfahrt der Ehrengäste und ihr Einzug weitgehend über die Hofstallgasse, vor einem Spalier aus Fotografen und Volk, welches heftig die Prominenz und Garderobe der Festspielgäste kommentiert und fallweise auch applaudiert.
Die Hofstallgasse stellt auch – bei Nichtregen – den beliebtesten Pausenraum des Großen Festspielhauses dar. Sie bietet eine Sektbar, historische Fassaden als Kulisse und direkten Blick auf die Festung Hohensalzburg. Für das Mozartjahr 2006 wurde der Straßenbelag um fast 900.000 Euro erneuert. Goldener Splitt-Mastix-Belag mit schräg querenden Lichtkanälen sollte die Straße veredeln, doch der gewünschte edle Farbton war freilich schon nach ein paar Wochen weg, was zu Rechtsstreitigkeiten und Haftungsfragen führte. Der Verlust der goldenen Farbe soll durch Bremstests, Fiaker, falsches Bindemittel oder zu weiche Belagsstruktur verursacht worden sein. Die Bayerischen Asphaltwerke in München sanierten schließlich den Belag nach den Festspielen 2010 auf eigene Kosten, die defektanfälligen Lichtkanäle wurden abgedeckt. 2012 wurde letztlich auch der Max-Reinhardt-Platz vor dem Haus für Mozart mit goldgelbem Asphalt überzogen.
Die Gesamtzuschauerkapazität der drei Festspielhäuser umfasst 5.281 Zuschauerplätze (davon 110 Stehplätze). Damit übertrifft dieser Aufführungskomplex den Neubau der Opéra Bastille in Paris, wo an den dortigen 4 Aufführungsstätten insgesamt 3.903 Zuschauerplätze verfügbar sind (Opéra 2703, Kleiner Saal 450, Studio 250 und Amphitheater mit 500 Plätzen).
Zum Salzburger Festspielbezirk zählen neben den drei Festspielhäusern auch der nahegelegene Domplatz, Dom, Residenz und Residenzhof, Stiftskirche St. Peter und Kollegienkirche, sowie die Große Universitätsaula – während Landestheater und Mozarteum auf der anderen Seite der Salzach das zweite Zentrum der Festspiele bilden.

## Residenz

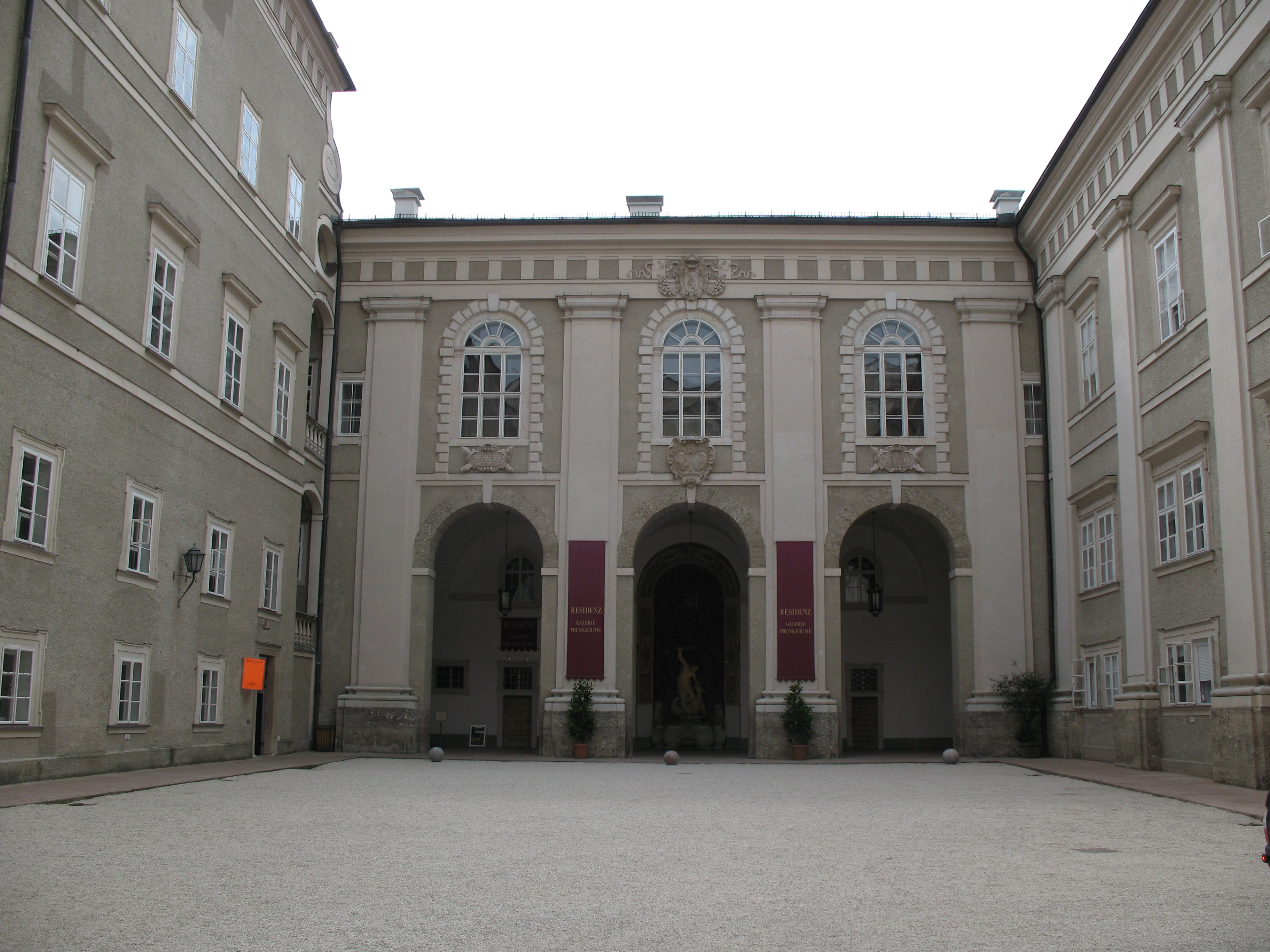
Haupthof der Residenz

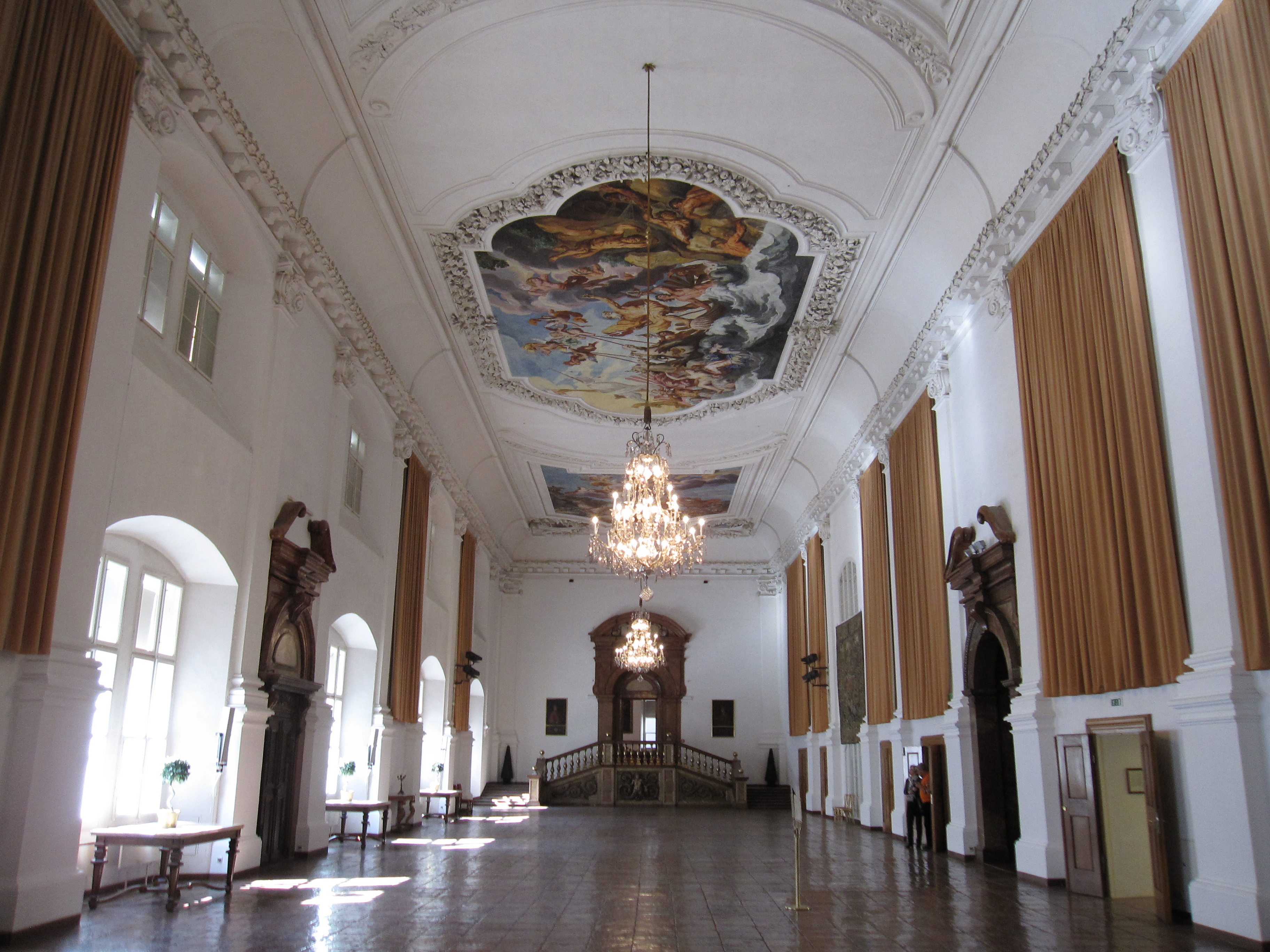
Carabinieri-Saal

Die Residenz der Salzburger Fürsterzbischöfe mit rund 180 Räumen lässt sich weder mit einem bestimmten Architekten identifizieren, noch weist sie ein einheitliches Baukonzept auf. Erste Anlagen gehen auf das 15. Jahrhundert zurück. Wolf Dietrich von Raitenau (1587–1612) ließ den Wohn- und Repräsentationspalast massiv umbauen und erweiterte den Bau um einen Südtrakt auf der Seite des Domplatzes, sowie mit einer Prunkstiege und dem Carabinieri-Saal. Markus Sittikus (1612–1619) erbaute den Trakt auf der Seite des Alten Marktes und das Geviert an der Churfürststraße. 1614 war es vermutlich Monteverdis „Favola in musica“ L’Orfeo, die als erste Opernaufführung nördlich der Alpen in der Salzburger Residenz erklang. Da nach Vollendung des Dombaus die nur zweistöckige Residenz zu niedrig erschien, ließ sie Kardinal Guidobald von Thun und Hohenstein (1654–1668) um ein Stockwerk und die Attika erhöhen. Johann Ernst von Thun und Hohenstein (1687–1709) schließlich beauftragte die prächtigen Deckengemälde des Carabinieri-Saals.
Seit den 1920er Jahren wird der Residenzhof, der Haupthof der alten Residenz, von den Festspielen für Serenaden genutzt, zumeist für Werke Mozarts. Zwischen 1953 und 1970 wurden dort auch regelmäßig Opern Mozarts aufgeführt, überwiegend Frühwerke wie Bastien und Bastienne, Ascanio in Alba oder La finta giardiniera. Aber auch Die Entführung aus dem Serail oder Pergolesis La serva padrona wurden in kleiner Orchesterbesetzung und bescheidenem Bühnenbild gezeigt. Besonders erfolgreich war die Oscar-Fritz-Schuh-Inszenierung der Così fan tutte – im Bühnenbild von Caspar Neher, dirigiert von Karl Böhm. Diese Produktion lief von 1953 bis 1959 fast jeden Sommer. Bei einsetzendem Schnürlregen wich man in den Carabinieri-Saal aus, der allerdings wegen seiner unzulänglichen Akustik bei den Mitwirkenden nicht sehr beliebt war.
1993 wurde der Residenzhof von Intendant Gerard Mortier als Aufführungsort wiederentdeckt. Die abbaubare Freilichtbühne und die Tribüne mit 740 Sitzplätzen konnten ab 1997 mit einer temporären Überdachung regenfest gemacht werden. Gespielt wurden Werke von Monteverdi, Gluck und Mozart. Mortiers Nachfolger verzichteten auf die atmosphärische Spielstätte – ausgenommen für zwei Produktionen zum Mozartjahr 2006: Mitridate, re di Ponto und La finta semplice.
Einmalig im Jahr 1994 wurde auch der Toskana-Hof der Residenz – die Residenz verfügt über vier Innenhöfe – für eine Produktion der Festspiele genutzt. In einem Zelt präsentierte man Strawinskis L'histoire du Soldat. 2007 wurde im Carabinieri-Saal Heiner Müllers Quartett gezeigt.
Seit Beginn der Intendanz von Alexander Pereira im Jahr 2012 wird der Residenzhof – mit neuer regenfester Überdachung – wieder regelmäßig genutzt. Im ersten Jahr präsentierte Pereira – parallel zur Zauberflöte in der Felsenreitschule – Der Zauberflöte zweyter Theil. Das Labyrinth nach einem Textbuch von Emanuel Schikaneder und mit der Musik von Peter von Winter, 2013 wurde Shakespeares Sommernachtstraum mit Mendelssohn-Bartholdys Schauspielmusik gegeben.

## Barockkirchen

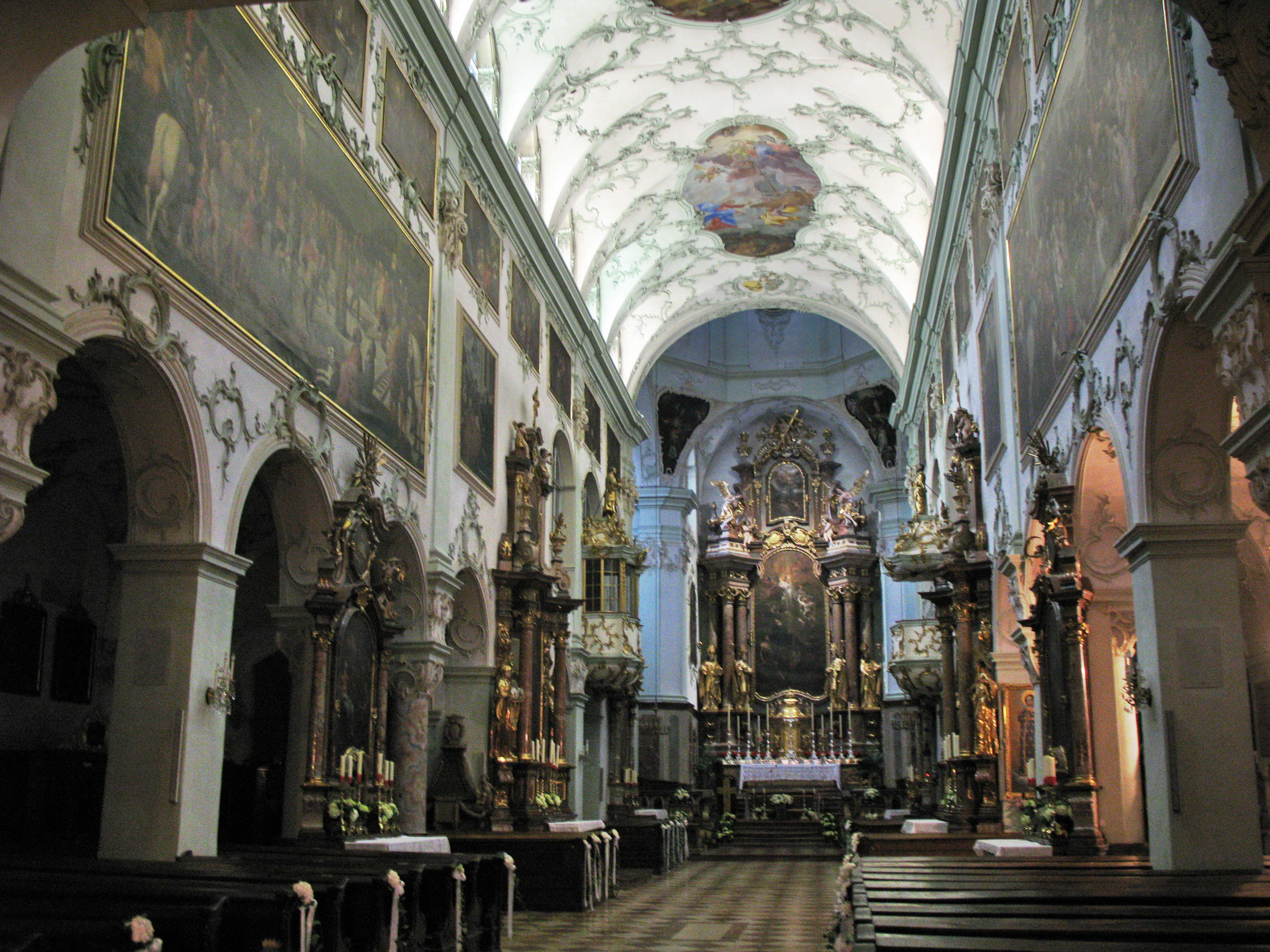
Stiftskirche der Erzabtei St. Peter

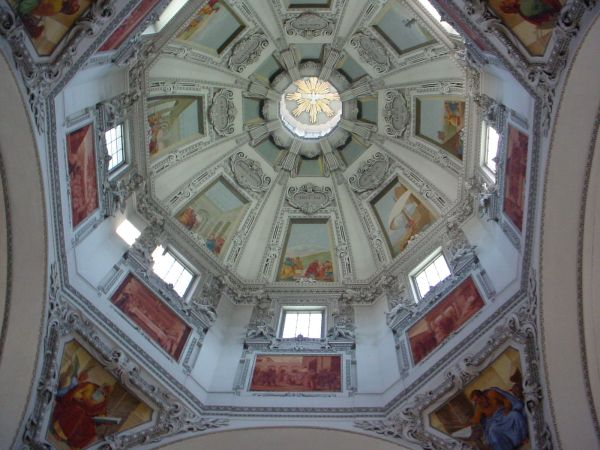
Dom

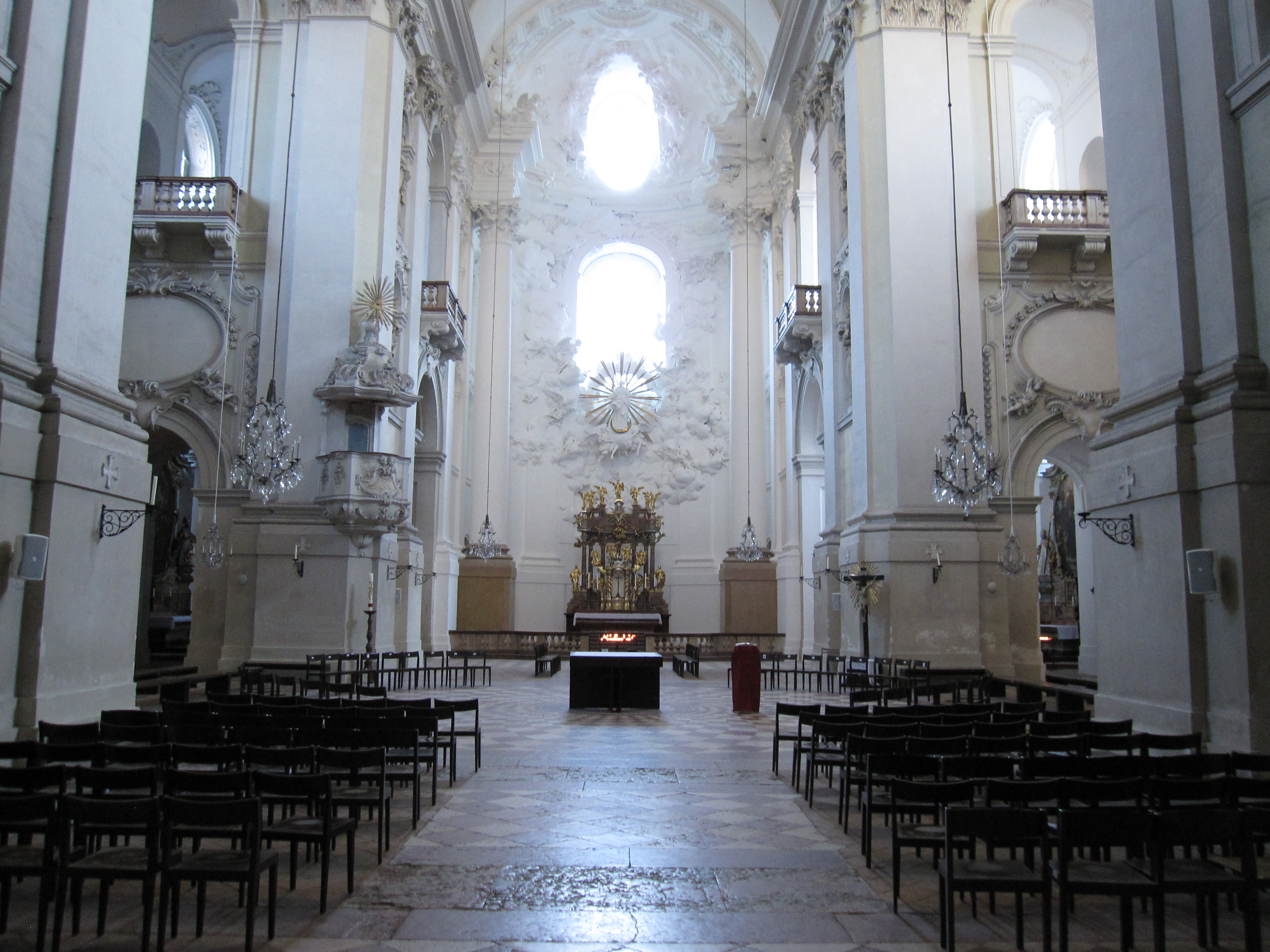
Kollegienkirche

Salzburgs Hochblüte – politisch und architektonisch – fällt zeitgleich mit dem Barock und der Regentschaft der Fürsterzbischöfe Markus Sittikus Graf von Hohenems,
Paris von Lodron und Johann Ernst von Thun und Hohenstein zusammen, deren Repräsentationsanspruch noch heute das Stadtbild prägt. Daher zählt schon seit Anbeginn der Festspiele sowohl der große Gestus, als auch das barocke Repertoire zu einem wichtigen Fundament des Festivals. Während Verdis theatralische Messa da Requiem im Großen Festspielhaus einen entsprechenden Aufführungsort findet, stellen Salzburgs Barockkirchen einen idealen Rahmen nicht nur für barocke Sakralwerke, sondern auch für die Messen und Requien von Mozart, Schubert und Beethoven dar.
Die Stiftskirche Sankt Peter stellt zwar eine im Kern romanische Basilika dar, wurde aber zwischen 1605 und 1620, sowie 1750 heftig barockisiert. Die Deckenfresken des Langhauses und des Altarraumes wurden von Johann Baptist Weiß 1764 geschaffen, es folgten eine Reihe von architektonischen Rokoko-Interventionen. Die Stiftskirche ist heute noch vorrangig für Gottesdienste der Ordensgemeinschaft der Benediktiner bestimmt. Die Erzabtei St. Peter ist das älteste bestehende Kloster im deutschen Sprachraum. Wie der Jedermann am Domplatz, so gehört die c-Moll-Messe in der Stiftskirche St. Peter – erstmals 1927 im Rahmen der Festspiele aufgeführt – seit 1927 mit Unterbrechungen, seit 1950 alljährlich zum Fixpunkt der Salzburger Festspiele.
Nachdem in der Nacht vom 11. auf den 12. Dezember 1598 die Dachstühle des Salzburger Domes abbrannten und der unglücklicherweise danach einsetzende mehrwöchige Dauerregen, sowie anschließende Schneefälle die Gewölbe nach und nach einstürzen ließen, was zum Totalschaden führte, ließ Erzbischof Wolf Dietrich von Raitenau den schwerst beschädigten alten Dom gemeinsam mit 55 umliegenden Bürgerhäusern niederreißen. Frühe Planungen für den Neubau oblagen vor allem von Vincenzo Scamozzi. Wolf Dietrichs Nachfolger Markus Sittikus Graf von Hohenems engagierte aber als Baumeister Santino Solari. 1614 fand die Grundsteinlegung statt, 1628 wurde der Dom von Fürsterzbischof Paris von Lodron eingeweiht. Das achttägige Domweihefest war das vermutlich größte historische Fest, das die Stadt Salzburg je feierte.
Die Kollegien- oder Universitätskirche wurde zwar schon von Fürsterzbischof Paris von Lodron auf dem Grund des ehemaligen Frauengartens geplant, konnte aber erst siebzig Jahre später – 1707 – zu Ehren der Unbefleckten Jungfrau Maria eingeweiht werden, was für manchen Spott der Bevölkerung sorgte. Architekt war Johann Bernhard Fischer von Erlach, der Hochaltar – von Pater Bernard Stuart entworfen und von Josef Anton Pfaffinger ausgeführt – umfasst allegorische Figuren der Musik, Poesie, Malerei und Baukunst, sowie der vier Fakultäten.
Während der Dom von den Festspielen relativ selten bespielt wird, ausschließlich mit sakralen Werken, wurden in der Kollegienkirche nicht nur Konzerte, sondern auch szenische Produktionen veranstaltet:
- 1922 die Uraufführung von Hofmannsthals Salzburger großem Welttheater in einer Max-Reinhardt-Inszenierung
- 1969 bis 1973 Emilio de’ Cavalieris Rappresentazione di anima e di corpo in einer epochalen Inszenierung von Herbert Graf und der opulenten Ausstattung von Veniero Colasanti und John Moore, unter der musikalischen Leitung von Ernst Märzendorfer
- 1984 bis 1986 Händels Jephtha, 1985 sein Saul – beide inszeniert von Federik Mirdita und dirigiert von Ralf Weikert
- 1987 die skandalträchtige George-Tabori-Inszenierung des Buches mit sieben Siegeln. Die drastischen Bildwelten des Regisseurs empören den Klerus derart, dass die Inszenierung nach der Premiere – auf Geheiß des Erzbischofs und des Rektors – abgesetzt werden musste und das Werk nur mehr konzertant dargeboten werden konnte – weil „die dargestellten Handlungen der religiösen Würde“ widersprächen.
- 2008 Salvatore Sciarrinos Oper Luci mie traditrici in Regie und Bühnenbild von Rebecca Horn.

Zwischen 1993 und 2001 nutzte das Subfestival Zeitfluss, geleitet von Tomas Zierhofer-Kin und Markus Hinterhäuser, die Kollegienkirche für Konzertreihen zeitgenössischer Musik. Als Hinterhäuser von 2007 bis 2011 die Konzertchef-Position der Salzburger Festspiele übernahm, stellt die Kollegienkirche die zentrale Spielstätte der Reihe Kontinente dar. Diese Reihe war jeweils einem namhaften Komponisten der Gegenwart gewidmet.
Als Intendant Alexander Pereira 2012 die Ouverture spirituelle ins Leben rief, eine dem Dialog der Religionen gewidmete Konzertreihe der Sakralmusik am Beginn der Festspiele, wurde die Kollegienkirche erneut zur bedeutenden Spielstätte – insbesondere 2013, als Shōmyō (buddhistische Ritualgesänge) dem Gregorianischen Gesang gegenübergestellt wurde.

## Große Universitätsaula

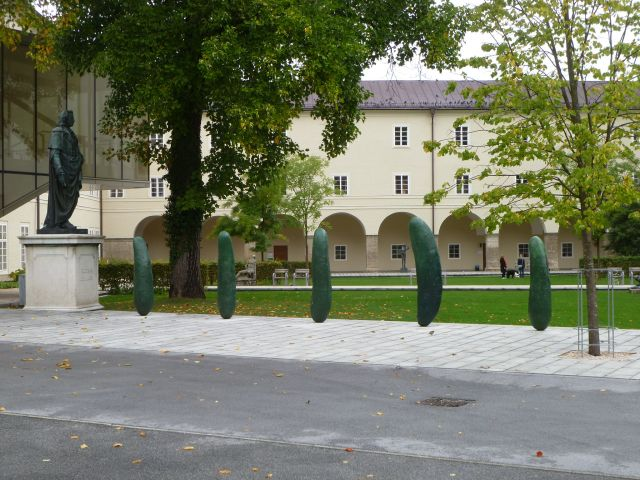
Furtwängler-Park, Außentreppe zur Aula

Die Große Aula der Universität Salzburg, auch Aula Academica genannt, wird seit 1946 alljährlich von den Salzburger Festspielen für Konzerte genutzt, fallweise auch für Opernaufführungen kleinerer Werke oder für Lesungen. Sie befindet sich im Gebäude der Alten Universität im Wilhelm-Furtwängler-Garten am Max-Reinhardt-Platz, inmitten des Festspielbezirks in der Salzburger Altstadt.
Die Universität Salzburg wurde im Oktober 1622 von Paris Graf von Lodron, Erzbischof von Salzburg, gegründet und von Benediktinern aus Österreich, der Schweiz und dem süddeutschen Raum aufgebaut. Der Universitätskomplex wurde ab 1631 nach einem Modell von Dombaumeister Santino Solari errichtet. Nach 24-jähriger Bauzeit erfolgte die Einweihung der Aula Maior im Jahr 1654 durch Erzbischof Paris Lodron. Bis zur Fertigstellung der Kollegienkirche im Jahr 1707 hatte die Aula eine Doppelfunktion: Sie wurde sowohl für Gottesdienste, als auch für Theateraufführungen genutzt. 1660 wurde ein festes Theater eingebaut. Die Aula war im späten 17. und während des 18. Jahrhunderts eine wichtige Pflegestätte geistlich-barocker Theaterkultur. Wolfgang Amadeus Mozart trat hier 1761 – im Alter von fünf Jahren – im Schuldrama Sigismundus Hungaria Rex (Musik: Johann Ernst Eberlin, Text: P. M. Wimmer) als tanzender Page auf. Am 13. Mai 1767 wurde Mozarts Jugendoper Apollo et Hyacinthus (KV 38) in der Aula academica uraufgeführt, Mozart selbst spielte am Clavicembalo. 1782 wurde der Theaterbetrieb eingestellt, 1810 wurde die Universität – nach dem Anschluss Salzburgs an Bayern – aufgelöst.
Die Aula wurde bereits im Gründungsjahr der Festspiele 1920 als Ausweichquartier für den Jedermann bei Schlechtwetter genutzt, erwies sich für diesen Zweck jedoch als wenig geeignet – weshalb ab 1921 die Große Reitschule, das spätere Festspielhaus, und ab 1961 das Große Festspielhaus dafür genutzt wurde. Von 1946 bis 1967 wurden in der Aula regelmäßig Konzerte geistlicher Musik mit dem Salzburger Domchor unter Leitung von Joseph Messner gegeben, ab 1991 lauteten die Schwerpunkte der Konzerte in der Aula: Barockmusik, Mozart und Moderne.
Mit Apollo et Hyacinthus wurde die Aula auch am 249. Geburtstag Mozarts, dem 27. Jänner 2005, nach gründlicher Renovierung feierlich wiedereröffnet. Das Bühnenpodium wurde generalsaniert, eine neue Stahltribüne mit Holz-Akustik-Elementen verbesserte die Sicht- und Akustikverhältnisse, im Hohlraum darunter wurde eine Klimaanlage eingebaut. Die Aula verfügt nunmehr über 624 Sitzplätze und ein neues Foyer. Sie ist barrierefrei zugänglich. Eine Außentreppe erschließt die Aula vom Furtwängler-Park aus. Im Mozartjahr 2006 fanden in der Aula Aufführungen von vier Jugendopern Mozarts statt, von 2007 bis 2010 wurde in der Aula die Schule des Hörens veranstaltet, seit 2011 dient die Aula auch spezifischen Angeboten für Kinder und Jugendliche.

## Perner-Insel in Hallein

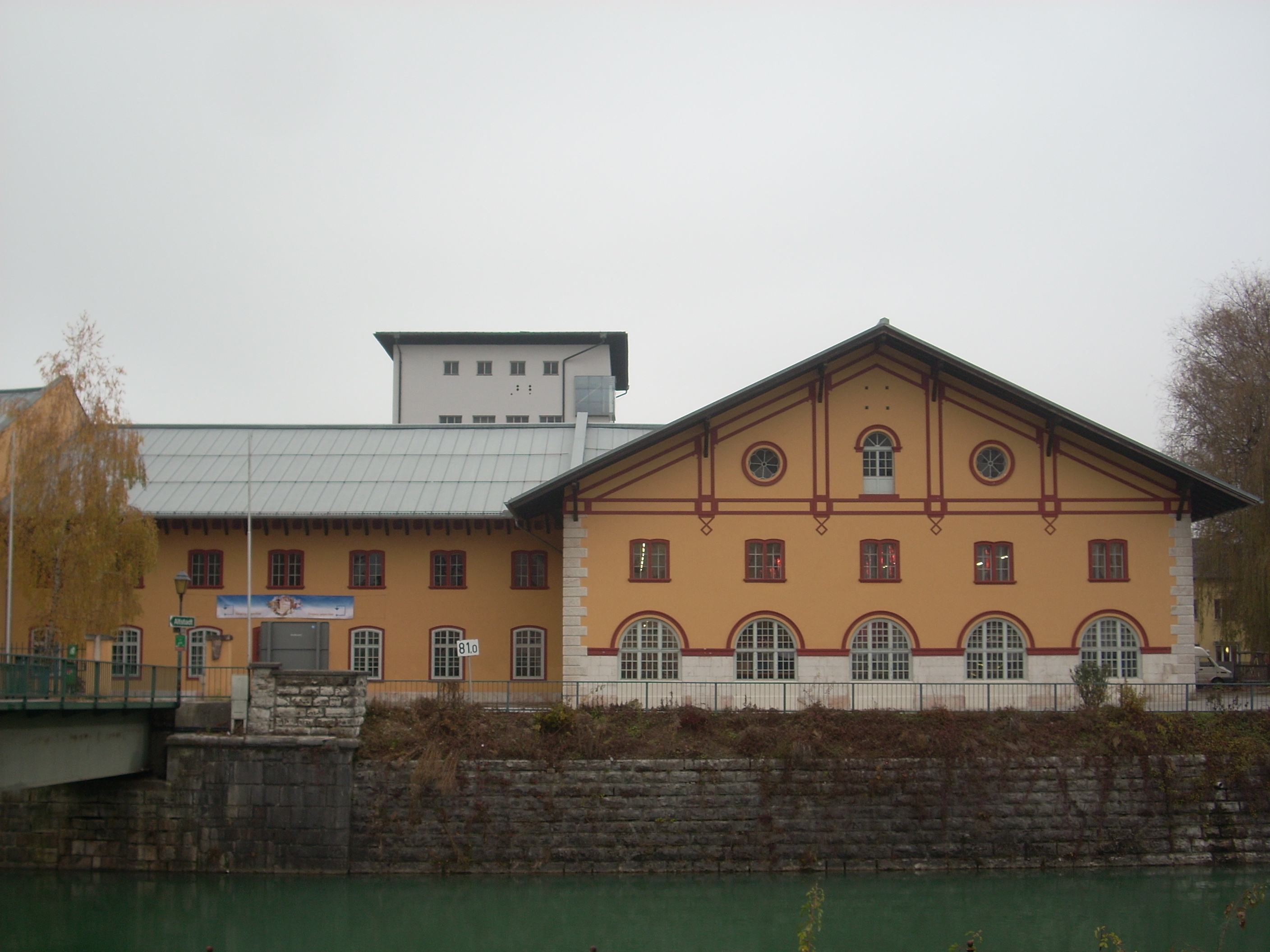
Alte Saline in Hallein

1989 stellte die Alte Saline in Hallein ihren Betrieb ein. Der Name Hallein leitet sich übrigens von einem althochdeutschen * hal(a)-, mhd. hal 'Salzquelle, Salzwerk' und der Verkleinerungsform „-lîn“ ab. Und das Salz gab sowohl Stadt, als auch Land den Namen. Die Saline auf der Perner-Insel inmitten der Salzach wurde zwischen 1854 und 1862 errichtet. Aufgrund einer Initiative von Kulturschaffenden wurde die Sudhalle der Salinen in einen Theaterraum umgewidmet, der vom neuen Schauspieldirektor Peter Stein 1992 als Spielstätte in das Salzburger Festspielprogramm integriert wurde. Die Adaption beanspruchte nur achtzig Tage Bauzeit. Erste Produktion war die Antiken-Trilogie von Andrei Serban nach Sophokles, Euripides und Seneca. 1998 wurden Bestuhlung und Pausenraum erneuert.
Die Halle dient insbesondere zeitgenössischen Schauspielproduktionen, fallweise auch Singspielen, Opern, Operetten oder Konzerten, wobei sich Aufführungs- und Publikumsfläche den Notwendigkeiten der jeweiligen Produktion anpassen lassen. Kultstatus erreichte die deutschsprachige Erstaufführung von Luk Percevals Schlachten! (1999), eine Neufassung von Shakespeares Rosenkriegen: sie hatte eine Dauer von zwölf Stunden, davon eine reine Spielzeit neun Stunden.

## Weitere Spielstätten
- Schloss Leopoldskron
- Salzburger Marionettentheater

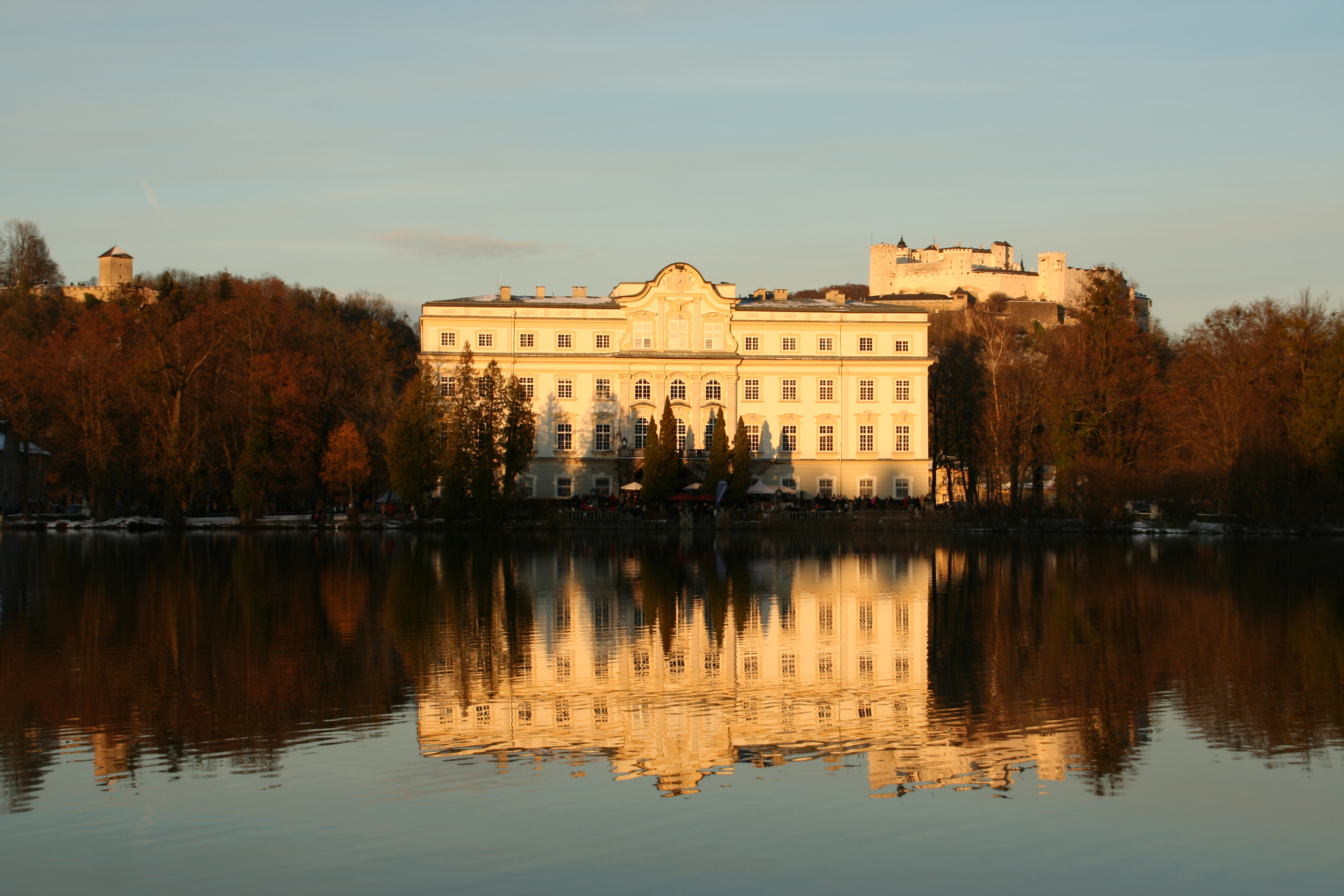
Schloss Leopoldskron

- Szene, ehemaliges Stadtkino und Republic
- Schauspielhaus Salzburg, vormals Elisabethbühne (seit 1998)
- Eisarena Salzburg
- ARGEkultur
- Hangar 7

## Schüttkasten

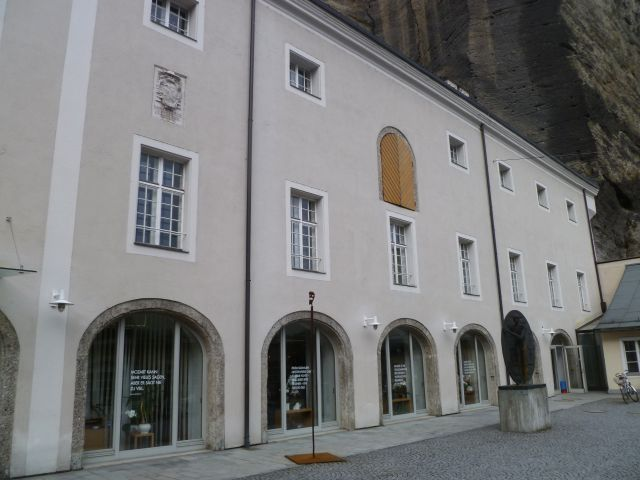
Schüttkasten

Der Schüttkasten wurde 1697 von Erzbischof Johann Ernst von Thun und Hohenstein errichtet und war ehemals das Futterlager (Hafer, Zuckerrüben etc.) für die fürsterzbischöflichen Soldaten-Pferde, die im Hof-Marstall untergebracht waren. Das Gebäude wurde 1987 von den Festspielen erworben. Künstler kennen vor allem die Obergeschoße des Schüttkastens, denn diese werden als Proberäume genutzt. Dort finden auch manchmal kleine Aufführungen (Vorlesungen usw.) statt. Von den Festspielbesuchern wird der Schüttkasten intensiv frequentiert, befindet sich doch im Erdgeschoß das Kartenbüro der Salzburger Festspiele.